# Чуваська мова
Чува́ська мо́ва (чӑваш чӗлхи, çovaş çölhi) — тюркська мова, що належить до булгарської мовної підгрупи. Мова чувашів.
Розділяється на дві майже ідентичних говірки. «Верхову» — «Вір'ял» (або ж «окаючу»: хола = місто) та «низову» — «анатрі» (або ж «укаючу»: хула = місто) Загальне число носіїв мови — близько 2 000 000 (в основному мешкають у Чувашії, Татарстані, Башкортостані, та прилеглих до цих республік областях).
Чуваська мова (разом з російською) є державною мовою Чуваської Республіки. За всіма ознаками чуваська мова є однією з найдавніших тюркських мов взагалі. Для неї характерна монгольська вимова звуків «р» і «л», на відміну від загальнотюркських «з» та «ш». До особливостей також належать: тенденція до відкритого кінцевого складу, специфічне закінчення множини сем (в інших тюркських мовах лар). Довгий час в лінгвістичних колах побутувала думка, що чуваська мова взагалі не є тюркською. Проте детальне вивчення показало, що вона походить від давньо- (IV—IX ст.) та старобулгарської (XIII—XVI ст.) мов. Таким чином це єдина вціліла мова цієї підгрупи тюркської мовної групи. За деякими версіями, схожою мовою розмовляли гуни.
У Волзькій Булгарії, де ця мова була найвживанішою, як графічну систему застосовували Орхонську знакову систему, згодом — арабську в'язь. Монгольська навала практично знищила всі основні надбання булгарської культури, письмо довгий час не застосовувалось. В XIX столітті завдяки великому чуваському просвітителю Яковлєву з'явилась кирилична абетка пристосована до чуваської мови.

## Питання класифікації
Серед споріднених тюркських мов чуваська мова займає відокремлене становище: незважаючи на спільність будови і лексичного ядра, порозуміння між мовцями чуваської мови та іншими тюрками не досягається.
Деякі фонетичні особливості чуваської мови — зокрема, так звані ротацизм і ламбдаїзм, тобто вимова [р] та [л], замість загальнотюркських [з] і [ш] (наприклад, кӗр — күз {слово «осінь» чуваською і казахською} мовами відповідно, кӗмӗл — көмеш {слово «срібло» чуваською і татарською}), тенденція до відкритості кінцевого складу, — сягають глибокої давнини, до часів існування єдиної пратюркської мови з її говорами. Також відзначається заміщення деяких голосних на початку слів інших тюркських мов поєднаннями голосного з /й/ або /в/: uot («вогонь» якутською), ot (слово з тим же значенням турецькою) в чуваській мові перетворено на вут тощо
Серед граматичних особливостей — наявність особливого суфікса множини -сем замість наявного в усіх тюркських мовах -лар (з фонетичними різновидами): утсем — атлар («коні»), йывӑҫсем — ағаштар («дерева»); а також особливі форми деяких часів дієслова, відмінків, основи вказівних займенників, що не збігаються із загальнотюркськими. У мовному відношенні чувашів вважають єдиними живими нащадками огурів, тобто носіями r-мови.
Багато чого з того, що відрізняє чуваську мову від стародавніх тюркських, безсумнівно є наслідком подальшого розвитку, який, в силу його периферійного становища стосовно інших тюркських мов, проходив в умовах тривалої взаємодії з іншосистемними мовами — монгольськими, іранськими, фіно-угорськими, слов'янськими.
Радянський і американський мовознавець М. М. Поппе, провівши розслід теорій походження чуваської мови, доводить неспроможність теорії існування його фінно-угорського коріння, відкидає спроби зарахувати чуваську мову до інших мовних груп і приходить до висновку:
<…> Чуваська мова відокремилася від загальної мови-предка до розпаду тюркської мови й ось, саме тому її і можна, з деякими застереженнями, вважати проміжною ланкою поміж тюркськими мовами і монгольською, яка виділилася ще задовго до цього…
Оригінальний текст (рос.)
<…> Чувашский язык отделился от общего языка-предка до распада тюркского языка и вот, поэтому-то его и можно, с некоторыми оговорками, считать промежуточным звеном между тюркскими языками и монгольским, который обособился ещё задолго до этого…— Поппе М. М. Про родинні стосунки чуваської і тюрко-татарських мов (рос.)
В умовах широко поширеної чувасько-російської двомовності нові російські запозичення входять до лексики чуваської мови, зберігаючи російський фонетичний вигляд.

## Історія
Доктор філологічних наук М. І. Єгоров виділяє три основні складові в глоттогенезі чуваської мови:
Сучасна загальнонаціональна чуваська мова склалася XV століття на основі діалектів середньобулгарської мови. Найважливішу роль у глоттогенезі зіграли три основні компоненти: 1) середньобулгарська мова-основа (яка вже освоїла значну кількість середньокипчацьких запозичень, зокрема і лексику монгольського, перського, арабського походження); 2) гірськомарійський субстрат (головним чином у верховому діалекті); 3) сильний контактний вплив з боку казансько-татарської та мішарської мов, що виявляється різною мірою на всіх стройових рівнях чуваської мови.
Оригінальний текст (рос.)
Современный общенациональный чувашский язык сложился в XV веке на основе диалектов среднебулгарского языка. Важнейшую роль в глоттогенезе сыграли три основных компонента: 1) среднебулгарский язык-основа (уже освоивший значительное число среднекыпчакских заимствований, в том числе и лексику монгольского, персидского, арабского происхождения); 2) горномарийский субстрат (главным образом в верховом диалекте); 3) сильное контактное воздействие со стороны казанско-татарского и мишарского языков, проявляющееся в разной
 степени на всех строевых уровнях чувашского языка.— Егоров Н. И. Глоттогенез чувашский // Чувашская энциклопедия
Доктор філологічних наук Б. А. Серебренников, вказуючи на лексичні паралелі чуваської і монгольських мов, чуваської і тунгусо-маньчжурських мов, на значну кількість слів, що зближують чуваську мову з мовами сибірських і середньоазіатських тюркських народів, приходить до наступного висновку:
Розпад загальнотюркської мови в основному відбувся безсумнівно на території Азії: одна з цих новостворених тюркських мов, предок сучасної чуваської мови, знаходилася, мабуть, десь у районі Байкальського озера, по сусідству з якимись монгольськими мовами.
Оригінальний текст (рос.)
Распадение общетюркского языка в основном совершилось несомненно на территории Азии: один из этих вновь образовавшихся тюркских языков, предок современного чувашского языка, находился, по-видимому, где-то в районе Байкальского озера, по соседству с какими-то монгольскими языками.— Серебренников Б. А. Происхождение чуваш по данным языка // О происхождении чувашского народа / Сборник статей. — Чебоксары: Чуваш. гос. изд-во,  1957. — С. 41.
Далі він пише:
…тюркомовні предки сучасних чувашів були першими тюркськими племенами, що проникли на територію Європи.
Згодом тюркомовна спільність у нижній течії Волги, мабуть, розпалася двома мовами — булгарською та хозарською. <…> Тісний зв'язок булгарської і чуваської мов безсумнівний. Нечисленні булгарські слова, що збереглися в написах, виявляють такі особливості, які зустрічаються тільки в чуваській мові і зовсім не притаманні іншим тюркським мовам.
Оригінальний текст (рос.)
…тюркоязычные предки современных чуваш были первыми тюркскими племенами, проникшими на территорию Европы.
Впоследствии тюркоязычная общность в нижнем течении Волги, по-видимому, распалась на два языка — булгарский и хазарский. <…> Тесная связь булгарского и чувашского языков несомненна. Немногочисленные булгарские слова, сохранившиеся в надписях, обнаруживают такие особенности, которые встречаются только в чувашском языке и совершенно не свойственны другим тюркским языкам.— Серебренников Б. А. Происхождение чуваш по данным языка // О происхождении чувашского народа / Сборник статей. — Чебоксары: Чуваш. гос. изд-во,  1957. — С. 43-44
Обстеження двох наборів стослівників та встановлення відносної хронології генеалогічних дерев тюркських мов на основі лексико-статистичних даних, проведене А. В. Дибо, показали, що початок розпаду пратюркської мови пов'язаний з відділенням чуваської від інших мов, що зазвичай визначається як відділення булгарської групи. На обох генеалогічних деревах відповідний перший вузол датується близько 30 — 0 рр. до н. е. А. В. Дибо пов'язує цю дату із переселенням частини хунну із Західної Монголії на захід, через північний Сіньцзян до Південного Казахстану, на Сирдар'ю 56 року до н. е.
Перший вузол обох наших генеалогічних дерев — це відділення чуваської від інших мов, що зазвичай визначається як відділення булгарської групи.
Оригінальний текст (рос.)
Первый узел обоих наших генеалогических древ — это отделение чувашского от других языков, обычно определяемое как отделение булгарской группы.— Дыбо, A. B. Хронология тюркских языков и лингвистические контакты ранних тюрков. — М.: Академия, 2004. — С. 766.
Досить сильну відмінність чуваської мови (і меншою мірою халаджської) від інших тюркських мов зазначає італійський історик і філолог Іґор де Рахевільц. Чуваська мова не поділяє деякі із загальних особливостей тюркських мов до такої міри, зазначає Іґор де Рахевільц, що деякі вчені, які підтримують алтайську гіпотезу, вважають її незалежним членом алтайської сім'ї, як-то тюркські чи монгольські мови, а об'єднання чуваської з тюркськими мовами було компромісним рішенням в цілях класифікації.
Чуваська мова перегукується з давньо- (4–11 ст.) і середньобулгарською (13–16 ст.) мовами.

### Давньобулгарська мова
Давньобулгарська мова — мова стародавніх болгар (булгар) VII—XIII ст., тобто до нашестя монголів. Належить до булгарської (огурської) групи тюркських мов. У ІХ–ХІ ст. середня і нижня течія Волги були зайняті булгарами і хозарами, які говорили однією і тією ж мовою, незрозумілою ні для турків, ані для фінів; імовірно, мається на увазі мова, що збереглася тепер тільки у чувашів. В. Ф. Мінорський вважав, що мова основної групи хозар представлена старобулгарськими написами та сучасною чуваською мовою. За домонгольської доби Волзької Булгарії по всій Середній та Нижній Волзі можна було непогано пояснюватись мовою предків чувашів.
Академік Кунік А. А. писав 1878 року, що в чувашів виявляється залишок однієї групи старотюрків, одна з тюркських гілок, до котрої належали і жителі Булгарського ханства в середньому Надволжя, а за допомогою чуваської мови і за допомогою власних і топографічних назв, що зустрічаються на землі чувашів, вчені внесуть світло до вивчення давньотюркської складової, поміченої у хагано-болгар на Дунаї, у чорних болгар на Кубані, у хозар та інших незначних тюркських племен, відомих майже лишень за одними російськими літописами.

### Середньобулгарська мова
Середньобулгарська мова — мова болгар (булгар), суварів, інших жителів Булгарського улусу Золотої Орди з XIII–XXIV ст. і до XVI століття, коли в історичних анналах вперше згадується етнонім чуваші. Вперше було відкрито у 60-х роках XIX століття, коли лектор східного факультету Петербурзького університету Хусейн Фейзханов виявив чуваські складові у надгробках булгар. Розбираючи намогильні написи, що залишилися від стародавніх волзькокамських булгар, він був здивований подібністю булгарських слів із нинішніми чуваськими словами. Наприклад: булг. «хир» — чув. «хӗр» (дівчина, донька), «айх» — «уйӑх» (місяць), «джял» — «ҫул» (рік), «джюр» — «ҫӗр» (сто), «джиати» — «ҫиччӗ» (сім), «сакр» — «саккӑр» (вісім) тощо. М. І. Ашмарін, вивчаючи численні надгробні написи, виконані арабською на камінні, виявлених по Волзі і Камі, на великому лінгвістичному матеріалі встановив тісний зв'язок чуваської мови з мовою стародавніх булгар.
У намогильних пам'ятниках XIII—XIV ст. відображено два говори (стилі): тюркська r-мова (хир — «дівчина, дочка» тохур — «дев'ять») і тюркська z-мова (кыз — «дівчина, дочка», токуз — «дев'ять»). Такий поділ був властивим мові стародавніх булгар і, певне, ці ж племена брали участь в утворенні народності волзьких булгар.
Особливу цікавість представляє своєрідний лише для чуваської мови показник множини -sam у тексті надгробка з м. Булгара, датованого 1308 роком. Тюркська частина напису цього пам'ятника повністю виконана на r-мові. Ті ж слова, які на чистопольському пам'ятнику оформлено загальнотюркським афіксом множини -lar/-lar, на булгарському пам'ятнику оформлені питомо булгаро-чуваським показником плюралісу -sam, а деякі слова є неоціненними матеріалами з точним датуванням для історії чуваської мови. Це особливо стосується показника множини -sam.
| Транскрипція                        | Переклад                                        | Плюраліс -sam/sem    | Входження до сучасної чуваської мови                                   |
| ----------------------------------- | ----------------------------------------------- | -------------------- | ---------------------------------------------------------------------- |
| 1) Ăl-hökmü li-l-lahi!              | 1) Суд Аллаха!                                  |                      |                                                                        |
| 2) Huwä-l-häjji-l-läzi lä jamutu,   | 2) Він живий, який не вмирає,                   |                      | Ку (цей, той) вӑл (він)                                                |
| 3) wa küllü häjjin siwahu säjamutu. | 3) а все, що живе, крім нього, помре!           |                      |                                                                        |
| 4) Gölämasämnä säwan mäsjidsämnä    | 4) Того, хто любив вчених, мечеті               | Gölämasäm, mäsjidsäm | савӑн (радіти) мечетсемне (мечетям)                                    |
| 5) gämarät tonan akile χäjratlü     | 5) споруджувавшого, милостивого,                |                      | кӑмӑл (милість) тунӑн (що робив)                                       |
| 6) älü bäräkatlü mün suwar jali     | 6) благодійного, мюн-суварського роду           |                      | перекетлĕ мăн Сувар (Сувар) ялĕ                                        |
| 7) …Gali xoja oulï Ăträč            | 7) … Ґалі-ходжі сина, Атряч.                    |                      | Гали хуҫан (господаря) ывӑлĕ (син) Атряк                               |
| 8) xoja oulï Ăbübäker xoja          | 8) ходжи, (його) сина Абубекір-ходжі, (його) 44 |                      | хуçа ывăлĕ Апупакар хуçа                                               |
| 9) oulï Alïp xoja bälükü.           | 9) сина Алип-ходжі надгробок.                   |                      | ывӑлĕ (сина) Алып хуçа (господаря) палӑкĕ (пам'ятник)                  |
| 10) Dönjaran köčrü: tariχa je-      | 10) Зі світу перейшов: за літочисленням сім     |                      | тӗнчерен (зі світу) куҫрĕ (перейшов, переселився): тăрăхĕ (довжина)    |
| 11) ti jür säker jo°l jömadi-l-u    | 11) сотень вісім років, джу                     |                      | ҫичӗ ҫӗр (сімсот) саккӑр (вісім) ҫул (років)                           |
| 12) lä ajχï jijirem äkeši kön äti.  | 12) мада — 1-го місяця двадцять другий день був |                      | уйӑхӗ (місяця) ҫирӗм (двадцять) иккӗмӗш (другий) кун (день) -ччĕ (був) |

Судячи зі збережених епітафій на надгробних каменях 2-го стилю (r-мова), що з'явилися після монгольської навали, r-мова є найближчою до сучасної чуваської мови, з якою її поєднує ряд фонетичних і морфологічних особливостей: відповідність «р» і «л» загальнотюркським «з» і «ш», наявність двох форм порядкових числівників, використання дієприкметникових форм на -мыш/-миш (замість форми на -ан, -эн/-ган, -гэн) та форм на -сун/-сн (замість форм на -ик/-у/-к). Булгарські запозичення виявляються в лексиці марійської, удмуртської, угорської, болгарської (слов'янської), російської та інших мов. Вчені, які заперечують спорідненість сучасної чуваської мови з мовою суваро-булгарських епітафій XIII—XIV ст., не раз здійснювали спроби розшифрувати їх, не вдаючись до чуваської мови, але ці спроби показали, що без урахування відмінних особливостей чуваської мови від тюркських, сутність цих епітафій волзьких суваро-булгар XIII—XIV ст. виявити не є можливим.
Видатний учений В. К. Магницький, звіривши алфавіт етнічних імен чувашів з азбучним покажчиком населених місць Казанської губернії, доданим до виданого 1866 року Центральним статистичним комітетом «Списку населених місць Казанської губернії», нарахував за цим вказівником і іншими джерелами до семисот селищ, не враховуючи багатьох повітових і деяких губернських міст, назви котрих походять і пояснюються від старовинних етнічних імен суваро-булгар (чувашів), що є ще одним вагомим доказом їхнього споконвічного масового проживання цими землями.
Таким чином, мова сучасних чувашів, очевидно, розвинулася з волзько-булгарської мови давніх булгарів або суварів.

### Сучасна чуваська мова
Сучасна літературна чуваська (новобулгарська) мова утворилася на основі низового говору, починаючи з 1870-х років. До цієї доби в ході була старолітературна мова на основі верхового говору.
До створення нової писемності (1871—1872) чуваська мова обслуговувала лише ниву усного спілкування і різні види народної творчості. З появою писемності межі застосування значно розширилися. У становленні літературної мови велику роль зіграла діяльність І. Я. Яковлєва та очолюваної ним Симбірської чуваської учительської школи (кінець XIX століття).
З утворенням Чуваської автономної області 1920 року поприще функціонування значно розширилося. У межах Чуваської АРСР у 1920–х 1 930-х роках чуваська мова стає однією з двох офіційних мов (поряд з російською). В усіх регіонах компактного проживання чувашів вона стає мовою шкільного викладання (до 8-го класу), нею говорять в урядових установах, ведеться діловодство, у широких масштабах здійснюється книгодрукування, чуваською мовою знімаються фільми, чуваська мова звучить з театральних підмостків. Газети і журнали чуваською мовою виходять у Чебоксарах, Казані, Уфі, Самарі, Симбірську, Москві.
З другої половини 1930-х років становище змінюється. З Конституції Чуваської АРСР стаття про державний статус чуваської мови виключається. За даними перепису 1989 року, з усіх чувашів, які проживають на території колишнього СРСР, майже четверта частина рідною назвали не чуваську мову, у Чуваській АРСР частка чувашів, які не володіють рідною мовою, становила близько 15 %.
Чуваська мова в сучасності — одна з найбільших міноритарних мов Росії, проте чисельність носіїв мови стрімко скорочується: за вісім років між передостаннім і останнім переписом населення, з 2002 по 2010 рік, вона зменшилася на чверть. ЮНЕСКО відносить чуваську до мов, що знаходяться під загрозою зникнення (англ. definitely endangered). В умовах стрімкого мовного зсуву є нагально необхідним комплекс різнобічних заходів з ревіталізації чуваської мови, які мають на увазі серйозні зусилля з боку як держави, так і суспільства.

## Говори
Лінгвістичний ландшафт чуваської мови досить однорідний, різниця між говорами незначна. Наразі різниця між говорами ще більше нівелюються.
Дослідниками виділяються два говори:
- верховий («окаючий») — вище за течією Сури;
- низовий («укаючий») — нижче за течією Сури.

Відокремлене становище займає малокарачинський говір. Відсутність різких відмінностей між діалектами виявилася сприятливим чинником при створенні нової чуваської писемності та виробленні норм писемної мови. При виробленні лексичних і граматичних норм чуваської літературної мови надавали перевагу тим засобам, які, завдяки своєму відображенню у традиційних фольклорних жанрах, стали загальнонародним надбанням.

## Писемність
Писемність чуваської мови — на основі кирилиці з деякими додатковими буквами:

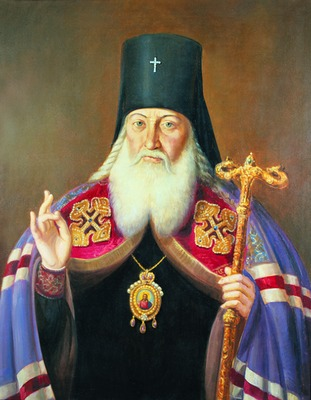
Веніамін (Пуцек-Григорович), автор першої сучасної граматики чуваської мови

Сучасна чуваська абетка (розроблена 1873 р. Яковлєвим і дещо дороблена 1938 р.)
| А а | Ӑ ӑ | Б б | В в | Г г | Д д | Е е | Ё ё |
| Ӗ ӗ | Ж ж | З з | И и | Й й | К к | Л л | М м |
| Н н | О о | П п | Р р | С с | Ҫ ҫ | Т т | У у |
| Ӳ ӳ | Ф ф | Х х | Ц ц | Ч ч | Ш ш | Щ щ | Ъ ъ |
| Ы ы | Ь ь | Э э | Ю ю | Я я |     |     |     |

## Мовні риси

### Фонетика і фонологія
У цьому розділі описується фонетика і фонологія літературної чуваської мови. У статті використовується транскрипція МФА на основі латинського алфавіту, але для всіх її знаків у дужках зазначені відповідності, що використовуються у фонетичній транскрипції на основі кирилиці.
| Фонетична транскрипція                                   | Приклади слів | Латинські літери (ГОСТ 7.79-2000 (ISO 9)/ALA-LC) | Кирилічні букви |
| -------------------------------------------------------- | --- | ------------------------------------------------ | --------------- |
| [ a ]                                                    | ала («решето») | A a                                              | А а             |
| [ ə ]                                                    | ӑшӑ («теплий») | Ӑ ӑ                                              | Ӑ ӑ             |
| [ b ] [ p̬ ] (b)                                          | баобаб, йӗпе («мокрий, вогкий»)                                                                                                | B b                                              | Б б             |
| *[ bʲ ] *[ p̬ʲ ] (bʲ)                                     | бизнес эпир («ми») | B b P p                                          | Б б П п         |
| [ ʋ ] [ ʋː ]                                             | сӑвӑ («вірш») савӑнӑҫ («радість»)                                                                                              | V v                                              | В в             |
| *[ ʋʲ ]                                                  | кӗвӗ («мелодія») | V v                                              | В в             |
| [ g ] (k̬)                                                | газ, вӑкӑр («бик») | G g K k                                          | Г г К к         |
| *[ k̬ʲ ] (gʲ)                                             | йӗкел («жолудь») | G g K k                                          | Г г К к         |
| [ t̬ ] (d)                                                | домен, пархатар («благо») | D d T t                                          | Д д Т т         |
| [ t̬ʲ ] (dʲ)                                              | атя! («гайда!»), президент | D d T t                                          | Д д Т т         |
| [ je ] [ʲe]                                              | ентеш («земляк») | Ê ê                                              | Е е             |
| [jo] [ʲo]                                                | Йошкар-Ола | Ô ô                                              | Ё ё             |
| [ɘ] (ɘ~ø)                                                | ӗҫ («робота, праця») | Ӗ ӗ                                              | Ӗ ӗ             |
| [ ʂ̬ ] (ʐ)                                                | лаша («кінь») | Ž ž                                              | Ж ж Ш ш         |
| [ ʂ̬ʲ ] (ʐʲ)                                              | кӳрши («його сусід») |                                                  | Ж ж Ш ш         |
| [ s̬ ] (z)                                                | Хусан («Казань»), таса («чистий»)                                                                                              | Z z                                              | З з С с         |
| *[ s̬ʲ ] (zʲ)                                             | |                                                  | З               |
| [ i ] [ ɨ ]                                              | ир («ранок») савни («коханий»)                                                                                                 | I i                                              | И и             |
| [ ɨ ]                                                    | ыйхӑ («сон») | I i Y y                                          | И и Ы ы         |
| [ j ] [ jː ]                                             | йӑва («гніздо») ийя | Ĭ ĭ                                              | Й й             |
| [ k ] [ kː ] [ kʲ ] (c) [ kʲː ] [ k̬ ] (g) [ k̬ʲ ] (gʲ, ɟ) | калав («розповідь») кӑркка («індик») кӗрӗк («шуба») екки («норов») ака («сівба») пӗкӗ («дуга»)                                 | G g K k                                          | Г г К к         |
| [ l ] [ lː ] [ lʲ ] [ lʲː ]                              | лайӑх («хороший») аллӑ («п'ятдесят») выля («грати») вӗлле («вулик»)                                                            | L l                                              | Л л             |
| [ m ] [ mː ]                                             | мӑйӑр («горіх») кумма («кума»)                                                                                                 | M m                                              | М м             |
| *[ mʲ ]                                                  | минтер («подушка») | M m                                              | М м             |
| [ n ] [ nː ] [ nʲ ] (ɲ) [ nʲː ]                          | наян («лінивий, ледачий») вуннӑ («десять») ӗне («корова») анне («мама, неня»)                                                  | N n                                              | Н н             |
| [ o ]                                                    | океан | O o                                              | О о             |
| [ ø ]                                                    | |                                                  |                 |
| [ p ] [ pː ] [ p̬ ] (b)                                   | пӑр («лід») аппа («старша сестра») апат («їжа, харч»)                                                                          | B b P p                                          | Б б П п         |
| *[ pʲ ]                                                  | пит («обличчя») |                                                  |                 |
| [ r ] [ rː ]                                             | арӑм («дружина») чӳрече карри («фіранка»)                                                                                      | R r                                              | Р р             |
| [ rʲ ]                                                   | тӑри («жайворонок») | R r                                              | Р р             |
| [ s ] [ s̬ ] (z) [ sː ]                                   | сас («голос») асамлӑх («чаклунство») сассӑр («безшумно»)                                                                       | Z z S s                                          | З з С с         |
| [ ɕ ] [ ɕː ] [ ɕ̬ ]                                       | ҫӳҫ («волосся») виҫҫӗ («три») уҫӑ («відкритий»)                                                                                | Ş ş                                              | Ҫ ҫ             |
| [ t ] [ tː ] [ tʲ ] [ t̬ʲ ] (dʲ) [ tʲː ] [ t̬ ] (d)        | тыт («тримай») паттӑр («хоробрий») тӳлевсӗр («безплатно, безкоштовно, дарма») вӗтӗ («дрібний») тетте («іграшка») атӑ («чобіт») | D d T t                                          | Д д Т т         |
| [ u ]                                                    | усӑ («користь») | U u                                              | У у             |
| [ y ]                                                    | ӳкер («малювати») |                                                  | Ӳ ӳ             |
| [ f ] [ f̬ ](v)                                           | штраф жирафа («жирафу») | F f                                              | Ф ф             |
| [ x ] [ xː ] [ xʲ ] [ xʲː ] [ x̬ ] (ɣ) [ x̬ʲ ] (ɣʲ)        | хыпар («новина») туххӑмра («миттєво») хӗвел («сонце») урӑххи («інший») ахах («агат») мехел («слушна мить/час»)                 | H h                                              | Х х             |
| [ ʦ ] [ ʦː ] [ ʦ̬ ] (ʣ)                                   | цирк революци абзацӗ («той абзац»)                                                                                             | C c                                              | Ц ц             |
| [ ʨ ] [ ʨː ] [ ʨ̬ ] (ʥ)                                   | чун («душа») каччӑ («хлопець») ача («дитина»)                                                                                  | Č č                                              | Ч ч             |
| [ ʂ ] [ ʂː ] [ ʂ̬ ] (ʐ)                                   | Шурӑ («білий») Чӑваш ташши («чуваський танець») кашӑк («ложка»)                                                                |                                                  | Ж ж Ш ш         |
| *[ ʂʲ ]                                                  | шӳлкеме |                                                  |                 |
| [ ʂʨ ] [ ɕ ]                                             | щётка («щітка») |                                                  | Щ щ             |
| [ ɯ ] [ ɨ ]                                              | ырӑ («добрий») ҫын («людина»)                                                                                                  | Y y                                              | Ы ы             |
| [ ʲ ]                                                    | |                                                  |                 |
| [ e ] [ ɛ ]                                              | этемлӗх («людство»), эрешмен («павук»)                                                                                         | Ê ê                                              | Е е Э э         |
| [ ju ] [ ʲu ] [ u ]                                      | юрату («любов») юрӑ («пісня»)                                                                                                  | Û û                                              | Ю ю             |
| [ ja ] [ ʲa ] [ a ]                                      | ялав («прапор») ят («ім'я») | Â â                                              | Я я             |

#### Вокалізм
У чуваській мові є 5 голосних переднього і 4 голосних заднього рядів: и, ы, у, ӳ, е, ӗ, о, а, ӑ. Таку класифікацію запропоновано М. А. Андрєєвим; J. R. Crueger, наприклад, виділяє 8, а не 9 голосних фонем, крім окремої фонемой /о/, яка зустрічається лише у російських запозиченнях (полк, нотӑ, повод тощо).
На думку Інституту мовознавства РАН у чуваській мові 8 голосних та 17 приголосних.
Сингармонізм: всі голосні у слові мають бути або переднього, або заднього ряду. Утім це типове для тюркських мов правило часто порушується в чуваській. Незважаючи на те, що при словотворі і словозміні гармонія голосних також має дотримуватися, деякі наростки не мають відповідних аломорфів і як наслідок принцип сингармонізму в новій словоформі порушується, напр., показник множини -сем (-сен): лаша-сем «ко́ні», тинӗс-сем «моря́».

#### Консонантизм
У чуваській мові відсутні фонологічні відмінності між шумними глухими/дзвінкими та твердими/м'якими приголосними. У першому випадку в деяких позиціях (viz. в міжголосному положенні, але не коли голосний є подвоєним, і після /l m n r y v/) можна говорити про відношення вільного варіювання між дзвінкими і глухими алофонами й іноді (дуже рідко) навіть знаходити випадки їхнього диференціального протиставлення: Є фонологічні опозиції для:
1. /ч'/ і /д'ж'/ — килчӗ «він прийшов» і килччӗ «ти прийшов би».
2. /г/ і /к/ — ака «сестра» і акка «старша сестра».
Що ж до палаталізації, то прикладом, хоча й не дуже переконливим, опозиції /к’/ і /к/ можуть бути старі й нові запозичення з російської: праҫник, старик, пренӗк («пряник») [k’] проти техник, колхозник [k]. Різниця у двох варіантах виявляється у відмінюванні: старі слова через пом'якшене /k’/ приймають показники з переднім голосним, а нові — із заднім: старике — техника (дав. в.), старикпе — техникпа (ор. в.).
У чуваській можна також спостерігати аломорфічні варіювання, викликані асиміляцією: /n/+/l/=[ll] — мӗнлӗ «який» вимовляється як [мӗллӗ].

#### Вимова звуків чуваської мови
Вимова більшості чуваських звуків, зображених російськими буквами є дещо відмінним від вимови відповідних російських звуків, але у деяких положеннях ці звуки мають схожість. Чуваські голосні а, и, у, ы вимовляються як відповідні звуки під наголосом. Для прикладу, фонетично однакові чуваські і російські слова відповідно: кин («сноха») — кинь!; пар («дати») — пар («пара {водяна}»); тыт («тримати») — ты («ти») тощо. Чуваське э на початку слова (эрешмен — «павук») вимовляється як російське э в словах этот, это («цей, це»).
Звуки, що позначаються буквою ӑ, ӗ мають лише приблизну відповідність у звуках російської мови.
Ӑ — негубний голосний заднього ряду, званий часто редукованим а, приблизно відповідає російським о чи а у післянаголошеному складі (як останній звук у російському слові «красиво»).
Ӗ — негубний голосний переднього ряду, званий також редукованим э(е), вимовляється як російське е у післянаголошеному складі (як останній звук у російському слові «поле»).
Ӳ — губний голосний переднього ряду. Тотожній звук у німецькій мові позначається літерою ü (як у словах fünf та lügen).
Ҫ — звук, що позначає щось середнє між російськими сь і щ.
Звук ч вимовляється трохи м'якше російського ч, що можна помітити, порівнюючи вимову чуваського чан «дзвін» і російського чан).
Шумні приголосні (б, г, д, ж, з, к, п, с, ҫ, т, ф, х, ц, ч, ш) у чуваській мові можуть звучати двояко: у глухому і дзвінкому варіанті (причому дзвінкість на письмі не відображається). На початку і наприкінці слів, у середині слова перед приголосними вони вимовляються лише глухо: пуҫ («голова»), шӑпчӑк («соловей»). У положенні між голосними і між сонорним і голосним шумні приголосні дзвенять: Шупашкар («Чебоксари»; чується як «шубашкар»), курка («чашка»; чується як «курга»).

#### Правила постановлення наголосу
1. Наголос у чуваській мові зазвичай падає на останній склад: ура́м («вулиця»), иле́м («краса»), хула́ («місто»).
2. Наголос переноситься на передостанній склад, якщо останній склад або склади мають голосні ӑ чи ӗ: патша́лӑх («держава»), та́мӑк («пекло»).
3. Якщо у слові усі голосні редуковані, то наголос падає на початковий склад: тӑ́вӑр («тісний»), пӑ́хӑр («мідь»).
4. Старі запозичення з російської мови підпорядковуються загальним правилам чуваського наголосу: чейни́к («чайник»), кӗнеке́ («книга»).
5. Нові запозичення в більшості випадків зберігають свої наголоси, але в похідних словах і формах наголос підпорядковується звичайним чуваським нормам: кодифика́ци — кодификациле́ («кодифікувати»), ана́лиз — анализла́ («аналізувати»).

### Морфологія
Чуваська мова належить до мов аглютинативного типу. Зміни на стиках морфем (чергування звуків, їхня вставка або, навпаки, випадання) є можливими, проте межа між ними залишається легко помітною. Корінь передує афіксальним морфемам (з цього правила є лише два винятки: кам («хто») — кам-тӑр («хтось, хтось, хтось»), никам та («ніхто»)). Афіксальні морфеми, як правило, однозначні; тим не менш, у мовному потоці накопичення службових морфем є вкрай рідкісними — в середньому, на корінь припадає менше двох службових морфем. Кореневі морфеми частіше одно- або двоскладові, багатоскладові дуже рідкісні: зважаючи на переважання економії в знаках чуваська мова віддає перевагу коротким одиницям.
Чітко протиставлені одне одному імена та дієслова. Іменні частини мови — іменники, прикметники, числівники і прислівники є семантичними класами, а за граматичними ознаками є слабо диференційовані. Іменники, подібно до прикметників, нерідко виступають як визначники імені (чул ҫурт «кам'яний будинок»), ылтӑн ҫӗрӗ («золоте кільце»), а прикметники можуть означати як імена, так і дієслова (тӗрӗс сӑмах «правдиве слово»), тӗрӗс кала («говорити правдиво»). У групі іменних частин мови включаються також різноманітні вказівні слова, звані традиційно займенниками, а також дуже численний розряд імітативів.
Службові слова представлені післяйменниками, сполучниками та частками.
Іменники не мають ні категорії роду, ані категорії одухотвореності — неодухотвореності, але розрізняються по лінії людина — нелюдина. До категорії людина відносяться всі особисті імена, назви родинних відносин, професій, посад, національностей, тобто усе те, що пов'язане із позначенням людини. Решта всіх імен, зокрема й назви усіх живих істот, відносяться до категорії «нелюдина». Перші відповідають питанням кам? «хто?», другі — на запитання мӗн? «що?».
Категорія числа властива іменникам, деяким групам займенників і дієсловам. Показником множини в залежності від категорії приналежності в іменників є афікс -сам/-сем: хурӑнсем («берези»), ҫынсем («люди») або -сан/-сен, точніше -са-/-се-: лашана — лашасана, ӗнене — ӗнесене. Якщо множинність ясна із обставин мови, вона зазвичай не відзначається: куҫ курмасть («очі не бачать»), ура шӑнать («ноги мерзнуть»), алӑ ҫу («мити руки»), хӑяр тат («збирати огірки»), ҫырлана ҫӳре («ходити по ягоди») тощо. З цієї ж причини при вживанні з числівниками або з іншими словами кількісної семантики іменники мають форму однини: вӑтӑр ҫын («тридцять людей»), нумай ҫынпа калаҫ («говорити з багатьма людьми»).
У відмінюваних форм дієслова множина утворюється за допомогою афіксів -ӑр (ӗр) і -ҫ: кайӑп-ӑр «ми підемо», кай-ӑр «ви йдете», кайӗ-ҫ «вони підуть».
Відмінювання імен включає вісім відмінків. Дієслово характеризується категоріями способу, часу, особи та числа. Нахилів чотири: дійсний, наказовий, умовний і поступальний. У дійсному способі дієслова змінюються часом. Розвинена система неособистих (невідмінюваних) форм — дієприкметників, дієприслівників та інфінітивів (останні, однак, не є називними формами дієслова; називної форми дієслова, тотожної російському інфінітиву, чуваська мова не має). Деякі форми дієприкметників і дієприслівників характеризуються тимчасовими значеннями.
Основними способами словотвору є словоскладання й афіксація. При словоскладанні складники об'єднуються або на основі творчих (складносурядних) (пит-куҫ «обличчя, вигляд», дослівно: «обличчя-око»), або на основі підрядних відносин (арҫын «чоловік» — ар+ҫын «чоловік + людина»; ас+тив «пробувати»).

#### Відмінки[55]
У чуваській майже всі частини мови схиляються (змінюються) за відмінками згідно із законом сингармонізму: на а та ӑ після першої чи другої букви на а, ӑ, у, ы, ю, я, і на е та ӗ після першої чи другої букви на: е, ӗ, ӳ, и.
| Відмінок           | Відмінок  | Питання відмінків однини | Афікси відмінків однини    | Питання відмінків множини | Афікси відмінків множини |
| назва українською  | чуваською | Питання відмінків однини | Афікси відмінків однини    | Питання відмінків множини | Афікси відмінків множини |
| ------------------ | --------- | ------------------------ | -------------------------- | ------------------------- | ------------------------ |
| Основний           | Тӗп       | кам? мӗн?                | -                          | камсем? мӗнсем?           | -сем                     |
| Присвійний         | Камӑнлӑх  | камӑн? мӗнӗн?            | -ӑн/-ӗн, -нӑн/-нӗн, -н     | камсен? мӗнсен?           | -сен                     |
| Давально-знахідний | Пару      | кама? мӗне?              | -а/-е, -на/-не             | камсене? мӗнсене?         | -сене                    |
| Місцевий           | Вырӑн     | камра? мӗнре? ӑҫта?      | -ра/-ре, -та/-те, -ч       | камсенче? мӗнсенче?       | -сенче                   |
| Відкладний         | Туху      | камран? мӗнрен? ӑҫтан?   | -ран/-рен, -тан/-тен, -чен | камсенчен? мӗнсенчен?     | -сенчен                  |
| Орудний            | Пӗрлелӗх  | кампа? мӗнпе?            | -па/-пе, -пала(н)/-пеле(н) | камсемпе? мӗнсемпе?       | -семпе                   |
| Позбавительний     | Ҫуклӑх    | камсӑр? мӗнсӗр?          | -сӑр/-сӗр                  | камсемсӗр? мӗнсемсӗр?     | -семсӗр                  |
| Причинно-цільовий  | Пирке     | камшӑн? мӗншӗн?          | -шӑн/-шӗн                  | камсемшӗн? мӗнсемшӗн?     | -семшӗн                  |

Слово в основному відмінку вживається у вигляді наступних членів речення:
1. Підмет: Куҫ хӑрать те ал тӑвать («Очі бояться, а руки роблять»).
2. Присудок або іменна частина присудка: Унӑн йӑмӑкӗ — экономист («Його молодша сестра — економіст»).
3. Означення: чул ҫурт («кам'яний будинок»; чул — «камінь»); кӗмӗл вӑчӑра («срібний ланцюжок»; кӗмӗл — «срібло»).
4. Прямий додаток: эмел ӗҫӗр («пийте ліки»).

Присвійний відмінок висловлює:
1. приналежність одного предмета до іншого: Наташӑн юлташӗ («друг Наташі»), кӗнекен хуплашки («обкладинка книги»).
2. підмет дії в безпідметовому реченні: манӑн Парижа кайса курас килет («мені хочеться побувати в Парижі»)[57].

Давально-знахідний відмінок висловлює:
1. об'єкт дії (пряме доповнення), коли йдеться про предмет, виділений із низки однорідних: эпӗ машина кустӑрмине ылмаштартӑм («я поміняв колесо машини»).
2. напрямок дії, кінцевий пункт дії: эпир Мускава ҫитрӗмӗр («ми доїхали до Москви»).
3. ціль дії: ачасем ҫырлана каяҫҫӗ («діти йдуть за ягодами»), сунарҫӑсем мулкача каяҫҫӗ («мисливці йдуть на зайця»).
4. час, на який поширюється дія (на скільки?): карантина пӗр уйӑха тӑснӑ («карантин продовжено на місяць»).
5. ціну (при дієсловах «купувати», «продавати», «обходитися»): кафере апатланни икӗ пин тенке ларчӗ («обід у кафе обійшовся у 2 тисячі»).

Місцевий відмінок висловлює:
1. місце скоєння дії, знаходження предмета: манӑн аппа Хусанта вӗренет («моя сестра вчиться в Казані»).
2. час вчинення дії: иртнӗ эрнере эп театра кайнӑччӗ («минулого тижня я ходила до театру»)[58].

Відкладний відмінок висловлює:
1. вихідний пункт дії: эпӗ килтен тухрӑм («я вийшов з дому»).
2. матеріал, з якого щось виготовлено: ылтӑнран тунӑ ҫӗрӗ («кільце, зроблене із золота»).
3. особа або предмет, з яким щось порівнюється: аннерен хакли ҫук («немає дорожче за матері»).
4. відстань/час, через який починається щось: тепӗр 3 кунтан ӗҫе тухатӑп («Через 3 дні виходжу на роботу»).
5. об'єкт, через який відбувається дія, рух у напрямку: чӳречерен пӑх («дивитись у вікно») ; алӑкран кӗр («увійти через двері»).

Орудний відмінок в чуваській мові служить для позначення:
1. знаряддя або засоби виконання дії: маршруткӑпа кай («поїхати маршруткою»); кӑранташпа ҫыр («написати олівцем»).
2. місця, по якому відбувається рух: каччӑпа хӗр урампа пыраҫҫӗ («хлопець із дівчиною йдуть вулицею»).
3. спільності вчинення дії: сутуҫӑпа калаҫ («розмовляти із продавцем»).
4. часу, причини вчинення дії: каҫпа хӑнана кайӑпӑр («увечері підемо у гості»), сивӗпе чӳречесем шӑннӑ («вікна замерзли через холод»);
5. простору або об'єкта, на який поширюється дія: ялӗпех клубра пухӑннӑ («усім селом зібралися в клубі»);
6. предмета, з яким порівнюється схожий предмет: амӑшӗпе пӗр пекех («така сама, як і її мати»)[59].

Позбавительний відмінок висловлює:
1. предмет або особа, без якої вчиняється дія: эпӗ кофӗсӗр вӑранаймастӑп («я не можу прокинутися без кави»).
2. час, тільки після закінчення котрого дія відбудеться: вӑтӑр тултармасӑр авланмӑп («не одружуся, поки не виповниться тридцять»).

Причинно-цільовий відмінок означає:
1. цільові або причинні відносини дії: Сивӗ куҫҫульпе йӗрет Иртнӗ куншӑн хуйхӑрса… («Холод плаче сльозами, Сумуючи за минулими днями…») (К. Іванов).
2. предмет, у чиїх інтересах відбувається дія: эпӗ саншӑн тӑрашатӑп («я заради тебе стараюся»)[57][58][54].

До відмінкових афіксів можуть приєднуватися й інші афікси:
- -ӑн/-ӗн, -н ⇒ -ӑнне/-ӗнне, -не;
- -ра/-ре, -та/-те ⇒ -ри, -ти;
- -ран/-рен, -тан/-тен ⇒ -рин, -тин;
- -сӑр/-сӗр ⇒ -сӑрри/-сӗрри;
- -шӑн/-шӗн ⇒ шӑнни/-шӗнни.

#### Дієслово[55]
Дієслово в чуваській мові має досить багату і складну систему форм. Основою дієслова є форма 2-ї особи однини наказового способу. Дієслово має категорії способу (дійсний, наказовий, умовний, поступальний і бажальний), часу, особи, числа та стану, форми можливості і неможливості, а також позитивну та негативну форми. Розрізняються дієслова перехідні та неперехідні.

##### Дійсний спосіб
Дієслово теперішнього часу:
| Особа | Однина          | Множина           | Однина (негат. форма) | Множина (негат. форма) |
| ----- | --------------- | ----------------- | --------------------- | ---------------------- |
| 1     | -а(тӑ)п/-е(тӗ)п | -а(т)пӑр/-е(т)пӗр | -ма(стӑ)п/-ме(стӗ)п   | -ма(ст)пӑр/-ме(ст)пӗр  |
| 2     | -а(тӑ)н/-е(тӗ)н | -атӑр/-етӗр       | -мастӑн/-местӗн       | -мастӑр/-местӗр        |
| 3     | -ать/-ет        | -аҫҫӗ/-еҫҫӗ       | -масть/-мест          | -маҫҫӗ/-меҫҫӗ          |

Теперішній (теперішньо-майбутній) час у чуваській мові позначає дію, що відбувається в мить мовлення, або постійну дію; дію, що відбудеться у майбутньому.
Приклади: Эпӗ какай ҫиетӗп («Я їм м'ясо [прямо зараз чи взагалі]»); Эпӗ какай ҫиместӗп («Я не їм м'ясо [мовець не їсть, тому що зараз їсть щось інше або не їсть взагалі, бо він вегетаріанець]»).
Эпир паян кинона каятпӑр («Ми сьогодні йдемо у кіно»).
Дієслово минулого категоричного часу:
| Особа | Однина               | Множина                      | Однина (негат. форма) | Множина (негат. форма) |
| ----- | -------------------- | ---------------------------- | --------------------- | ---------------------- |
| 1     | -тӑм/-тӗм, -рӑм/-рӗм | -тӑмӑр/-тӗмӗр, -рӑмӑр/-рӗмӗр | -марӑм/-мерӗм         | -марӑмӑр/-мерӗмӗр      |
| 2     | -тӑн/-тӗн, -рӑн/-рӗн | -тӑр/-тӗр, -рӑр/-рӗр         | -марӑн/-мерӗн         | -марӑр/-мерӗр          |
| 3     | -чӗ, -рӗ             | -чӗҫ, -рӗҫ                   | -марӗ/-мерӗ           | -марӗҫ/-мерӗҫ          |

Минулий категоричний час позначає дію, свідком або учасником якого промовець був сам, або він точно знає, про що говорить.
Приклади: Эпӗ ӗҫрен килтӗм («Я прийшла з роботи»). Ҫак каҫ эпир ҫывӑрмарӑмӑр («Ми не спали цієї ночі»).
Дія, яка відбувалося в минулому, або свідком якого промовець не був (минулий неозначений час) , виражається дієприкметником минулого часу на -нӑ (-нӗ) (незмінно для будь-якої особи та числа):
Вӑл 1994 ҫулта ҫуралнӑ («Він народився 1994 року»);
Юля апат-ҫимӗҫ туяннӑ («Юля купила продукти [мовець не бачив, як дівчина купувала продукти, але він може побачити результат]»).
У негативних формах використовується афікс -ман (-мен): Ҫав каҫ никам та ҫывӑрман — («Ніхто не спав тієї ночі»).
Давноминулий неозначений час утворюється з дієприкметником минулого часу і частки -ччӗ або за допомогою допоміжного дієслова пулнӑ.
Приклади: Ҫав кун эпӗ шӑпах 18 тултарнӑччӗ… («Того дня мені якраз виповнилося 18…») ; ку хире ҫулсерен вӑрлӑх сухан акса тӑнӑ пулнӑ («У минулі роки це поле зазвичай засаджувалося цибулею-сівком»).
Минулий недосконалий час (імперфект) позначає незакінчену дію у минулому чи дію, вчинену кілька разів. У російській відповідає недосконалому виду минулого часу. Утворення дієслова: основа дієслова + афікс дієприслівника -а-(-е-) + афікс -т- + закінчення минулого категоричного часу.
Приклади: Эпӗ ун чухне Шупашкарта ӗҫлеттӗм(ччӗ) («Я тоді працював у Чебоксарах»).
Дієслово майбутнього часу:
| Особа | Однина  | Множина     | Однина (негат. форма) | Множина (негат. форма) |
| ----- | ------- | ----------- | --------------------- | ---------------------- |
| 1     | -ӑп/-ӗп | -ӑпӑр/-ӗпӗр | -мӑп/-мӗп             | -мӑпӑр/-мӗпӗр          |
| 2     | -ӑн/-ӗн | -ӑр/-ӗр     | -мӑн/-мӗн             | -мӑр/-мӗр              |
| 3     | -ӗ      | -ӗҫ         | -мӗ                   | -мӗҫ                   |

Майбутній час позначає дію, яка відбудеться в майбутньому, але може і не відбутися (порівняно з більш категоричним теперішньо-майбутнім часом).
Приклад: Шкул хыҫҫӑн вӑл юриста вӗренме кайӗ («Після школи він піде вчитися на юриста»).
Дієслово передмайбутнього часу:
Окрім майбутнього неозначеного у чуваській мові є майбутнє складне, яке можна назвати першим майбутнім часом (аналог futurum secundum латиною). Воно позначає майбутню дію, яка має відбутися раніше за іншу майбутню дію. Майбутнє складне утворюється за допомогою минулого дієприкметника, в усіх особах однини і множини, що залишається без зміни, і форм майбутнього часу допоміжного дієслова пул.
Приклади: Эпӗ тепӗр ҫул таврӑнӑп, эсӗ ун чухне пӗрремӗш класа кайнӑ пулӑн («Наступного року я повернуся, ти на той час навчатимешся в першому класі»).

##### Умовний спосіб
| Особа | Однина        | Множина           | Однина (негат. форма) | Множина (негат. форма) |
| ----- | ------------- | ----------------- | --------------------- | ---------------------- |
| 1     | -ӑттӑм/-ӗттӗм | -ӑттӑмӑр/-ӗттӗмӗр | -мӑттӑм/-мӗттӗм       | -мӑттӑмӑр/-мӗттӗмӗр    |
| 2     | -ӑттӑн/-ӗттӗн | -ӑттӑр/-ӗттӗр     | -мӑттӑн/-мӗттӗн       | -мӑттӑр/-мӗттӗр        |
| 3     | -ӗччӗ         | -ӗччӗҫ            | -мӗччӗ                | -мӗччӗҫ                |

Умовний спосіб (кон'юнктив) висловлює дію бажану, але можливу лише за наявності деяких умов:
Эпӗ сан патна хӑнана пырӑттӑм та, анчах паян эпӗ пушӑ мар — («Я б прийшов до тебе в гості, але сьогодні я зайнятий»).
Для побудови конструкції (типу якби …, то) використовується слово пулсан :
Эсӗ ҫӑраҫҫине илнӗ пулсан, алӑк умӗнче кӗтсе тӑмалла пулмӗччӗ — («Якби ти взяв ключі, то нам не довелося би чекати біля дверей»).

##### Наказовий спосіб
У словниках слова вказуються в запитальній і наказової формі 2 особи однини.
| Особа | Однина    | Множина   |
| ----- | --------- | --------- |
| 1     | -ам       | -ар       |
| 2     | -         | -ӑр/-ӗр   |
| 3     | -тӑр/-тӗр | -чӑр/-чӗр |

Приклад: Ачасем урамра выляччӑр («хай діти грають на вулиці»).
Негативна форма утворюється з допомогою частки ан перед дієсловами 2-ї і 3-ї особи (ан выля — «не грай»), і словом мар після дієслів 1-ї.
Поступальний спосіб
Поступальний спосіб висловлює цілковито байдуже ставлення мовця до дії, його повну незацікавленість. Поступальний спосіб утворюється від форм майбутнього неозначеного часу дійсного способу, з додаванням до них афіксів -ин, -сӑн (-сӗн):
укҫа пӗтерӗпин, ун вырӑнне хваттерлӗ тӑрса юлӑп («Ну і нехай витрачу гроші, зате залишусь із квартирою»); калӑсӑн, мана мӗн пулать унпа? («Та хоч розказуй, мені що з того?»).
Приклад використання у складній формі минулого часу: Саша экзамена хатӗрленнӗ пулин те, вӑл вӑйлӑ пӑшӑрханни курӑнчӗ («Хоч Сашко і готувався до іспиту, було помітно, що він дуже хвилюється.»).
Бажальний спосіб
Бажальний спосіб (оптатив) висловлює бажання чи намір вчинити будь-яку дію. Цей спосіб утворюється від поступального способу за допомогою афікса -ччӗ: мана пулӑшинччӗ («хоч би допоміг мені»). Нині цей спосіб використовується вкрай рідко.

##### Неособові форми дієслова
- Дієприкметник теперішнього часу утворюється за допомогою афіксів -акан/-екен (й афіксів -ан/-ен для утворення скороченої форми) . Приклади: куракан — «зрячий, глядач», пӗлекен — «знавець, тямущий», иртен-ҫӳрен «прохожий, перехожий».
- Дієприкметник минулого часу утворюється за допомогою афіксів -нӑ/-нӗ . Приклади: курнӑ — «той, що бачив», пӗлнӗ — «той, що знав».
- Загальна для дієприкметників теперішнього і минулого часів негативна форма утворюється додаванням -ман/-мен до основи дієслова: курман ҫын — «людина, що не бачить (що не бачила)»[57].
- Дієприслівник теперішнього і минулого часів: -са(х)/-се(х), негативна форма: -масӑр(ах)/-месӗр(ех). Приклад: тӑрӑшса ӗҫле — «працювати стараючись».
- Умовний спосіб: «якщо» — -са(сӑ)н/-се(сӗ)н, негативна форма — -маса(сӑ)н/-месе(сӗ)н. Приклад: эсӗ мана пулӑшсассӑн, эпӗ часрах пӗтерӗп — «якщо ти мені допоможеш, я закінчу швидше».
- Питальний спосіб — постфікс и. Пример: канатӑн — «відпочиваєш»; канатӑн-и? — «відпочиваєш?»
- Ім'я дії: -ни, негативна форма: -манни/-менни. Ця форма дієслова по суті є дуже близькою до англійського ґерундію, а російською зазвичай перекладається як іменник: вӗренни — learning — учение («вчення»). Приклад: вӗренни — ҫутӑ, вӗренменни — тӗттӗм — «вчення — світло, а неучення — пітьма».
- Частотно-багатократна форма дієслова. Утворюється шляхом додавання до звичайної основи дієслова афікса -кала (-келе): вулакала — («почитувати»).
- Форми можливості і неможливості дії: -ай/-ей, яка приєднується до основи слова: -айнӑ «смог(ли)», негативна форма: -айман «не зміг/не змогли».

Форми можливості дієслова теперішнього часу:
| Особа | Однина          | Множина           | Однина (негат. форма) | Множина (негат. форма) |
| ----- | --------------- | ----------------- | --------------------- | ---------------------- |
| 1     | -айатӑп/-ейетӗп | -айатпӑр/-ейетпӗр | -аймастӑп/-ейместӗп   | -аймастпӑр/-ейместпӗр  |
| 2     | -айатӑн/-ейетӗн | -айатӑр/-ейетӗр   | -аймастӑн/-ейместӗн   | -аймастӑр/-ейместӗр    |
| 3     | -айать/-ейет    | -айаҫҫӗ/-ейеҫҫӗ   | -аймасть/-еймест      | -аймаҫҫӗ/-еймеҫҫӗ      |

Приклади: Эсир выртаятӑр («Ви можете прилягти»); вӑл хӑйӗн телефонне тупаймасть («він не може знайти свій телефон»).
Форми можливості дієслова минулого часу:
| Особа | Однина        | Множина           | Однина (негат. форма) | Множина (негат. форма) |
| ----- | ------------- | ----------------- | --------------------- | ---------------------- |
| 1     | -айрӑм/-ейрӗм | -айрӑмӑр/-ейрӗмӗр | -аймарӑм/-еймерӗм     | -аймарӑмӑр/-еймерӗмӗр  |
| 2     | -айрӑн/-ейрӗн | -айрӑр/-ейрӗр     | -аймарӑн/-еймерӗн     | -аймарӑр/-еймерӗр      |
| 3     | -айрӗ/-ейрӗ   | -айрӗҫ/-ейрӗҫ     | -аймарӗ/-еймерӗ       | -аймарӗҫ/-еймерӗҫ      |

Приклад: Аран автобус ҫине ӗлкерейрӗм («Ледве встиг на автобус»); хам валли вырӑн тупаймарӑм («Я не міг знайти собі місця»).
Форми можливості дієслова майбутнього часу:
| Особа | Однина      | Множина         | Однина (негат. форма) | Множина (негат. форма) |
| ----- | ----------- | --------------- | --------------------- | ---------------------- |
| 1     | -айӑп/-ейӗп | -айӑпӑр/-ейӗпӗр | -аймӑп/-еймӗп         | -аймӑпӑр/-еймӗпӗр      |
| 2     | -айӑн/-ейӗн | -айӑр/-ейӗр     | -аймӑн/-еймӗн         | -аймӑр/-еймӗр          |
| 3     | -айӗ/-ейӗ   | -айӗҫ/-ейӗҫ     | -аймӗ/-еймӗ           | -аймӗҫ/-еймӗҫ          |

Приклад: Вӗсем ҫӗнтерейӗҫ («Вони зможуть перемогти»); каҫар, эпӗ килеймӗп («Вибач, я не зможу прийти»).

##### Стан дієслова у чуваській мові
У чуваській мові є такі стани дієслова: дійсний, зворотно-пасивний, взаємний і спонукальний.
1. Дійсний стан є основним і немає формального показника. До дійсного стану відносяться похідні та непохідні дієслова, що мають як перехідне, так і неперехідне значення. Наприклад: тыт («тримати»), кур («дивитися»).
2. Зворотно-пасивний стан означає, що предмет піддається впливу з боку іншого предмета, або те, що дія відбувається незалежно від волі суб'єкта. Дієслова цього стану утворюються за допомогою афіксів -ӑл (-ӗл), -ӑн (-ӗн): ҫӗмӗр («ломати») — ҫӗмӗрӗл («ломатися»); кур — курӑн («бути видимим»).
3. Взаємний стан означає дію, що відбувається між двома та більше предметами, і утворюється за допомогою афіксів -ӑҫ (-ӗҫ), -аш (еш), -ӑш (-ӗш): тытӑҫ («зчіпатися»); пӗл («знати») — паллаш («знайомитися»).
4. Спонукальний стан позначає собою наказ, спонукання до чогось, дозвіл. Дієслова цього стану утворюються за допомогою афіксів -тар (-тер), -ар (-ер), -ат (-ет). Наприклад: ҫун («горіти») — ҫунтар («палити»); ӗҫ («пить») — ӗҫтер («напувати»), вӗре («кипіти») — вӗрет («кип'ятити»)[54]. Аналог суфіксів спонукального стану в чуваській мові можна виявити в есперанто (суфікс -ig- із значенням «спонукати до будь-якої дії або викликати дію»)[65]. Дієслова у спонукальному стані, як і дієслова інших станів, вільно змінюються за особами і числами у вигляді додавання до афіксів спонукального стану традиційних афіксів усіх потенційних способів. Наприклад: ҫи («їж») — ҫитер («годуй») — ҫитеретӗп («годую») — ҫитертӗн («ти нагодувала») — ҫитерӗпӗр («нагодуємо») — ҫитерӗттӗм («я б нагодував») тощо.

#### Займенники[55]
За значенням займенників у чуваській мові поділяють на наступні категорії: особисті, особисто-зворотні, вказівні, запитальні, заперечні, неозначені, означальні та присвійні. Особисті займенники схиляються за відмінками по типу іменників. Решта розрядів займенників схиляються лише тоді, коли вони виступають як іменник.

##### Особисті займенники
| ВІДМІНОК           | 1 особа                  | 2 особа                    | 3 особа                          |
| ------------------ | ------------------------ | -------------------------- | -------------------------------- |
| Основний           | Эп(ӗ) («Я»)/ Эпир («Ми») | Эс(ӗ) («Ти»)/ Эсир («Ви»)* | Вӑл («Він»)/ Вӗсем («Вони самі») |
| Присвійний         | Ман(ӑн)/ Пирӗн           | Сан(ӑн)/ Сирӗн             | Унӑн/ Вӗсен                      |
| Давально-знахідний | Мана/ Пире               | Сана/ Сире                 | Ӑна/ Вӗсене                      |
| Місцевий           | Манра/ Пирте             | Санра/ Сирте               | Унра/ Вӗсенче                    |
| Відкладний         | Манран/ Пиртен           | Санран/ Сиртен             | Унран/ Вӗсенчен                  |
| Орудний            | Манпа/ Пирӗнпе           | Санпа/ Сирӗнпе             | Унпа/ Вӗсенпе                    |
| Позбавительний     | Мансӑр/ Пирӗнсӗр         | Сансӑр/ Сирӗнсӗр           | Унсӑр/ Вӗсемсӗр                  |
| Причинно-цільовий  | Маншӑн/ Пирӗншӗн         | Саншӑн/ Сирӗншӗн           | Уншӑн/ Вӗсемшӗн                  |

* у чуваській мові, як і в російській чи українській, форма ввічливого звернення є форма 2-ї особи множини:
Эпӗ Сире юрататӑп («Я Вас люблю»); Каҫарӑр та, Эсир мана пулӑшаймастӑр-и? («Перепрошую, чи Ви можете мені допомогти?»)
Негативна форма — постфікс мар.

##### Вказівні займенники
На мові, вказівні займенники поділяються на займенники, що вказують на близький предмет (ку, ҫак/ ҫаксем — «цей», «ці»), і займенники, що вказують на предмет віддаленіший (ҫав, леш/ ҫавсем — «той», «ті»). Можна провести аналогію із вказівними займенниками в англійській мові (this — these — that — those). Займенник хайхи використовується тоді, коли мова йде про відомий, уже згаданий предмет.
Приклади: Эпӗ ҫак кӗнекене вуланӑ — («Я читав цю книжку»); Эпӗ ҫав кӗпене тӑхӑннӑ — («Я надягала ту сукню»); Ку хайхи ача иккен — («Виявляється, це та сама дитина»).

##### Питальні займенники
Є такі питальні займенники в чуваській мові: кам? («хто?»); мӗн? мӗскер? («що?»); хӑш? хӑшӗ? («який?»); миҫе? («скільки?» [за числом]); мӗн чухлӗ? («скільки?» [за кількістю]); мӗнле? епле? («какой?»). Питальне кам? використовується тільки по відношенню до людини, тварини і предмети позначаються займенником мӗн?. Ці займенники, на відміну слов'янських займенників хто? і що?, за допомогою афікса -сем можуть утворити і множину. Займенники кам? мӗн? хӑшӗ? мӗнле? можуть подвоюватися задля позначення безлічі предметів і для означення точності.
Приклади: Санӑн ҫуралнӑ кунна кам-кам килчӑ? («Хто саме прийшов на твій день народження?»); Ку миҫе тенкӗ тӑрать? («Скільки це коштує?»).

##### Заперечні займенники
Заперечні займенники утворюються від питальних з додаванням приставки-частки ни-. Вони висловлюють ті самі значення, як і негативні займенники слов'янських мов. Примітно, що у багатьох інших тюрських мовах заперечні займенники менш розвинені, ніж у чуваській.
Никам («ніхто»); ним, нимӗн («ніщо»); нихӑшӗ («ніхто з них»); нимӗнле («ніякий, жодний»); ниепле («ніяк»); ним чухлӗ («ніскільки, анітрохи») тощо.

##### Неозначені займенники
Неозначені займенники дають загальну, приблизну вказівку на предмет і ознаку й утворюються від запитань за допомогою: а) приростків та-(те-): такам («хтось»); темӗн («щось»); темӗнле («якийсь»); тахӑшӗ («дехто»); темиҫе («декілька»).
б) частки та (те) і слова пулин: кам та пулин («хто-небудь», «аби-хто»); мӗн те пулин («що-небудь», «аби-що»); миҫе те пулин («скільки-небудь»).
в) з додаванням слова кирек до питального займенника: кирек кам та («хоч-би хто»); кирек мӗн те («хоч-би що») тощо.
Приклади: Кашни ҫын хӑйӗн прависене кирек мӗнле саккуна хирӗҫлемен мелпе хӳтӗлеме пултарать («Кожен має право захищати свої права будь-якими непротизаконними способами»).

##### Означальні займенники
1) займенники, що виражають сукупність: пурте («усі, всякий»); пурӗ («весь, всього»); пӗтӗм («цілий»); мӗн пур («усе, що є»).
2) займенники, що виражають виокремлення: кашни («кожен»); харпӑр хӑй («кожен сам»); ытти («решта»); урӑх, тепӑр («інший»).
Приклади: Андриян Николаев космонавта пурте пӗлеҫҫӗ («Всяк знає космонавта Андріяна Ніколаєва»).

##### Присвійні займенники
У чуваській мові немає присвійних займенників у власному значенні слова. Їм відповідають афікси категорії приналежності та форми присвійного відмінка особистих форм займенників, а також особисто-зворотного займенника хам. Форми присвійного відмінка цих займенників можуть мати:
- присвійно-означальну форму, що виражає функції визначення: ман(ӑн) («мій»), хам(ӑн) («свій»), пирӗн («наш»), хамӑр(ӑн) («наш свій»); сан(ӑн) («твій»), сирӗн («ваш»), хӑвӑ(рӑ)н («свій [для 2-ї особи])»; ун(ӑн) («його»), хӑйӗн/хӑйсен («свій [для 3-ї особи]»), вӗсен («їхній»).
- субстантивно-присвійна форма, яка утворюється з додаванням афіксу -ни і головним чином виступає як присудок або доповнення: манӑнни, хамӑнни, пирӗнни, хамӑрӑнни, санӑнни, сирӗнни, хӑвӑнни, хӑвӑрӑнни, унӑнни, хӑйӗнни, хӑйсенни, вӗсенни.

Приклад: манӑн анне («моя мама»); сирӗнни пек («як у вас»).

##### Зворотні займенники
В (особово-зворотних) займенників афікси множини збігаються або з іменними, або з дієслівними; наприклад: хам «я сам» — хамӑр «ми самі», хӑй «він сам» — хӑйсем «вони самі». Особисто-зворотний займенник висловлює поняття особи і водночас поняття «сам» і «себе».
У реченні зворотний займенник використовується подібно особистим і виступає як підмет, присудок, визначення та обставина. Наприклад: хам калӑп («я сам скажу»), хӑв ту («сам зроби»), хама пар («дай мені самому»), хӑйӗнче («у нього самого [знаходиться]»), хӑйӗнчен ыйт («спитай його самого»).
| ВІДМІНОК           | 1 особа                          | 2 особа                           | 3 особа                               |
| ------------------ | -------------------------------- | --------------------------------- | ------------------------------------- |
| Основний           | Хам («Я сам»)/ Хамӑр («Ми самі») | Хӑв («Ти сам»)/ Хӑвӑр («Ви самі») | Хӑй («Він сам»)/ Хӑйсем («Вони самі») |
| Присвійний         | Хамӑн/ Хамӑрӑн                   | Хӑвӑн/ Хӑвӑрӑн                    | Хӑйӗн/ Хӑйсен                         |
| Давально-знахідний | Хама/ Хамӑра                     | Хӑвна/ Хӑвӑра                     | Хӑйне/ Хӑйсене                        |
| Місцевий           | Хамра/ Хамӑрта                   | Хӑвӑнта/ Хӑвӑрта                  | Хӑйӗнче/ Хӑйсенче                     |
| Відкладний         | Хамран/ Хамӑртан                 | Хӑвӑнтан/ Хӑвӑртан                | Хӑйӗнчен/ Хӑйсенчен                   |
| Орудний            | Хампа/ Хамӑрпа                   | Хӑвӑнпа/ Хӑвӑрпа                  | Хӑйӗнпе/ Хӑйсенпе                     |
| Позбавительний     | Хамсӑр/ Хамӑрсӑр                 | Хӑвӑнсӑр/ Хӑвӑрсӑр                | Хайӗнсӗр/ Хӑйсемсӗр                   |
| Причинно-цільовий  | Хамшӑн/ Хамӑршӑн                 | Хӑвӑншӑн/ Хӑвӑршӑн                | Хӑйӗншӗн/ Хӑйсемшӗн                   |

#### Числівники[55]
Числівники поділяються на кількісні, порядкові, збірні, розділові. Кількісні числівники мають повну і коротку форми, що відрізняються довготою приголосного звуку останнього складу. Наприклад: тӑваттӑ («чотири») и тӑватӑ кушак ҫури («чотири кошеня»).
Числівники змінюються за відмінками.
| 0    | 1       | 2     | 3     | 4       | 5      | 6     | 7      | 8           | 9           | 10    |      |
| ---- | ------- | ----- | ----- | ------- | ------ | ----- | ------ | ----------- | ----------- | ----- | ---- |
| нуль | пӗрре   | иккӗ  | виҫҫӗ | тӑваттӑ | пиллӗк | улттӑ | ҫиччӗ  | саккӑр      | тӑххӑр      | вуннӑ |      |
|      | 11      | 20    | 30    | 40      | 50     | 60    | 70     | 80          | 90          | 100   | 1000 |
|      | вун пӗр | ҫирӗм | вӑтӑр | хӗрӗх   | аллӑ   | утмӑл | ҫитмӗл | сакӑр вуннӑ | тӑхӑр вуннӑ | ҫӗр   | пин  |

Рахування здійснюється тим ж порядком, що і в російській чи українській: 1926 — пин те тӑхӑр ҫӗр ҫирӗм улттӑ.
1. Порядкові числівники утворюються додаванням афіксу -мӗш до відповідної форми кількісного числівника:

Приклади: «другий» — иккӗмӗш(ӗ); «десятий» — вуннӑмӗш(ӗ).
2. Збірні числівники утворюються додаванням афіксу -ӑн(-ӗн) або афіксу 1-ї особи -сӑмӑр(-сӗмӗр), 2-ї особи -сӑр(-сӗр), 3-ї особи -ш(ӗ) , до відповідної форми кількісного числівника.
Приклади: «уп'ятеро» — пиллӗкӗн; «(ми) удвох» — иксӗмӗр; «(ви) удвох» — иксӗр; «(ви) двоє, обоє» — иккӗшӗ; «десятеро» — вуннӑш(ӗ).
3. Роздільні числівники позначають розподіл предметів за однорідними групами та відповідають на запитання миҫешер? («по скільки?»). Вони утворюються від короткої форми кількісних числівників за допомогою афіксу -шар(-шер).
Наприклад: икшер тӑрӑр — («устаньте по двоє»), Урамсенче ҫӗршер хунар ҫунать, Ҫуртсем ҫине ӳкеҫҫӗ шевлисем (Г. Айхи) — («На вулицях по сотні ліхтарів на кожній, Падає їхній відблиск на будинки»).
4. Дробові числівники утворюються шляхом додавання до кількісного числівника (чисельник) порядкового числівника (знаменник):
пӗрре иккӗмӗш («одна друга»), иккӗ ҫиччӗмӗш («дві сьомі»).

#### Категорія приналежності[54]
У чуваській мові, як і в багатьох інших тюркських мовах, є категорія приналежності, що одночасно виражає і предмет володіння, і особу власника.
| Особа | Однина                                            | Значення    | Множина                                                            | Значення |
| ----- | ------------------------------------------------- | ----------- | ------------------------------------------------------------------ | -------- |
| 1*    | -ӑм (-ӗм) — після приголосних -м — після голосних | «мій»       | -ӑм-ӑр (-ӗм-ӗр) — після приголосних -м-ӑр (-м-ӗр) — після голосних | «наш»    |
| 2     | -у (-ӳ)                                           | «твій»      | -ӑр (-ӗр)                                                          | «ваш»    |
| 3     | -ӗ — після приголосних -и — після голосних        | «його (її)» | -ӗ — після приголосних -и — після голосних                         | «їхній»  |

* у сучасній мові форма першої особи використовується значно рідше
Приклад: Ывӑлӑм — ывӑлу — ывӑлӗ — ывӑлӑмӑр — ывӑлӑр — ывӑлӗ (ывӑл — «син». «Мій син, твій син, його/її син» тощо)
Чӗкеҫӗм — чӗкеҫӳ — чӗкеҫӗ — чӗкеҫӗмӗр — чӗкеҫӗр — чӗкеҫӗ (чӗкеҫ — «ластівка»).
Лаша — лашу — лаши — лашамӑр — лашӑр — лаши (лаша — «кінь»).
Вживання присвійних афіксів у чуваській мові вкрай непослідовне. Професор М. І. Ашмарін зазначав, що присвійні афікси 1-ї та 2-ї осіб множини майже не зустрічаються у верховому говорі чуваської мови; афікс 1-ї особи однини також є маловживаним у верхових чувашів. У низовому говорі їхнє вживання повніше і правильніше, хоча і там вищезазначені афікси часто опускаються.

### Лексика
Приблизно дві третини чуваських лексем, що використовуються у повсякденній комунікації, мають споконвічне походження та сягають пратюркського стану.  Найбільш масові джерела запозиченої лексики - російська і татарська мови.  В основному через посередництво татарського в чуваський проникала лексика арабського та перського походження.  Частково через татарську та частково безпосередньо в чуваську запозичувалася середньомонгольська лексика.  Лексичні запозичення із сусідніх фінно-угорських мов нечисленні (кілька десятків марійських запозичень, трохи більше десятка пермських; запозичення з мордовських поодинокі).  До древнього шару ставляться запозичення, висхідні період перебування булгар, предків чувашів, в Предкавказье.  Це, насамперед, запозичення з осетинської мови та деяких сусідніх мов (мабуть, через осетинське посередництво).

#### Порівняльна лексика з тюркськими мовами на прикладі назв кольорів
| Українська        | Чуваська              | Татарська      | Казахська | Якутська   | Турецька   | Етимологія чуваського слова | Приклад |
| ----------------- | --------------------- | -------------- | --------- | ---------- | ---------- | --- | ------- |
| «Червоний»        | хӗрлӗ*                | кызыл          | қызыл     | кыhыл      | gyzyl      | *чуваська назва кольору, на відміну від інших тюркських слів, походить від слова хĕрÿ («жар, спека») |         |
| «Рожевий (рудий)» | кӗрен*, шупка** хӗрлӗ | ал             | алқызыл   | оруосабай  | pembe      | *вивчення етимології слова кĕрен призводить до монгольської мови, де схоже слово означає коричневу (буру) масть коня; з давньочуваської це слово також потрапило в угорську мову як görény **слово шупка є спорідненим гірськомарійському слову шапка («блідий») |         |
| «Жовтий»          | сарӑ*                 | сары           | сары      | саһархай   | sarı       | *загальнотюркське |         |
| «Зелений»         | симӗс*, ешӗл**        | яшел           | жасыл     | от куөҕэ   | yeşil      | *етимологія не ясна, можливо, від гірськомарійського симсы («бірюзовий, синій») **загальнотюркське |         |
| «Синій»           | кӑвак*                | зәңгәр, күк    | көк       | күөх       | mavi       | *загальнотюркське, зустрічається у багатьох монгольських мовах; із давньочуваської слово потрапило до угорської |         |
| «Блакитний»       | сенкер*, çутӑ кӑвак   | зәңгәр         | көгілдір  | күох       | gök mavisi | *загальне для багатьох тюркських мов слово походить з перської мови |         |
| «Білий»           | шурӑ*                 | ак             | ақ        | үрүҥ       | beyaz      | *етимологія не ясна |         |
| «Сірий»           | сӑрӑ*                 | соры           | сұр       | бороҥ, сур | gri        | *загальнотюркське |         |
| «Чорний»          | хура*                 | кара           | қара      | хара       | kara       | *загальнотюркське, зустрічається у багатьох монгольських мовах; |         |
| «Коричневий»      | хӑмӑр*                | коңгырт, көрән | қоңыр     | хоҥор      | kahverengi | загальнотюркське; в монгольській — хонгор («світло-рудий, буланий») |         |

### Синтаксис[55]
Чуваська мова належить до мов номінативного ладу. Підмет у реченні при будь-якому присудку зберігає єдину відмінкову форму. Пасивних конструкцій літературна мова не має.
У структурі словосполучення словопорядок виконує граматичну задачу: навіть за наявності формальних показників зв'язку залежний складник розташовується попереду головного (чул ҫурт «кам'яний будинок», пысӑк чул ҫурт «великий кам'яний будинок», тӑхӑр хутлӑ пысӑк чул ҫурт «великий кам'яний будинок на дев'ять поверхів»). У структурі речення словопорядок насамперед виконує смислову функцію. З його допомогою виділяються: 1) предмет мови та саме повідомлення про нього (тема та рема), 2) смислове ядро висловлювання.
Питання виражається за допомогою питальних слів і частинок, інтонація грає лише допоміжну роль. Розташування питальних слів у реченні є відносно вільним. Питальні ж частки, як і показники заперечення, співвіднесеного з висловлюванням, примикають лише до присудка. Віднесення питання до того чи іншого елементу речення досягається словопорядком.

## Царина використання

### Наука й освіта
Виступи чуваською мовою можливі на конференціях, присвячених питанням чувашознавства; тези чуваською публікуються (в обмеженій кількості) у збірниках конференцій. Відповідно до статті 18 Закону Чуваської Республіки від 25 листопада 2003 року № 36 «Про мови в Чуваській Республіці» в республіці здійснюється вільний вибір мови наукових праць. При цьому у сфері науки мають створюватися умови задля розширення застосування чуваської мови.

### Державне та муніципальне адміністрування
Чуваська мова, поряд з російською мовою, є однією з державних мов Чуваської Республіки.
Громадяни Російської Федерації вправі звертатися до державних органів, установ, організацій з пропозиціями, заявами, скаргами державними мовами Чуваської Республіки (у тому числі — чувашською) або будь-якою іншою мовою, якою вони володіють. Відповіді автору звернення наскільки можна надаються мовою звернення. Тексти документів (бланків, штампів, штемпелів) і вивісок з найменуваннями державних органів, установ, організацій у Чуваській Республіці оформляються чуваською і російською мовами. Документи, що засвідчують особу громадянина, записи актів громадянського стану, трудові книжки, документи про освіту та інші документи поряд з російською мовою оформляються і чуваською мовою у порядку, встановленому законодавством.
Написання найменувань географічних об'єктів й оформлення написів, дорожніх знаків та інших покажчиків, згідно із законодавством республіки, має проводитися чуваською і російською мовами. Згідно з даними проєкту Інституту мовознавства РАН «Малі мови Росії», у Чуваській Республіці існують таблички з назвами вулиць, населених пунктів, річок чуваською мовою, але їхнє використання має непослідовний характер.

### Законотворення і судочинство
Відповідно до Закону Чуваської Республіки від 25 листопада 2003 року № 36 «Про мови в Чуваській Республіці» закони в суб'єкті повинні публікуватися чувашською та російською мовами. Російська і чуваська мови використовуються при підготовці і проведенні виборів до органів державної влади Російської Федерації, до органів державної влади Чуваської Республіки, до органів місцевого самоврядування і референдумів.
Дії юридичних та фізичних осіб, що порушують законодавство Чуваської Республіки про мови, тягнуть за собою відповідальність й оскаржуються у порядку, встановленому законодавством Російської Федерації та законодавством Чуваської Республіки.
Щодо наявності перекладів кримінального й адміністративного кодексів РФ чуваською мовою відомостей немає.

### Електронні комунікації

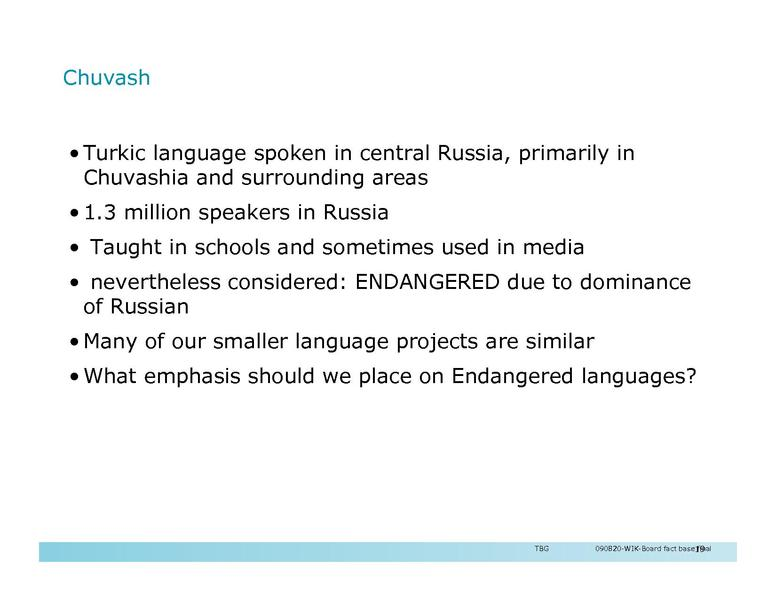
Слайд із презентації Джиммі Вейлса

Найбільшим сайтом чуваської сфери Інтернету є чуваський розділ Вікіпедії. Засновник Вікіпедії Джиммі Вейлс на щорічній міжнародній конференції «Фонду Вікімедіа» Вікіманія 2009 на прикладі Чуваської Вікіпедії показав значення Вікіпедії для мов на межі зникнення.
Важливим кроком у цифровізації чуваської мови стало створення на початку 2020 сервісу «Яндекс.Перекладач». Для цього розробникам довелося зібрати невеликий паралельний корпус із понад 250 тисяч прикладів фраз чуваською і російською мовами, навчити нейромережу. Робота велася під керівництвом головного редактора Чуваського народного сайту Миколи Плотнікова.

### Богослужіння
Чуваська мова є мовою богослужіння в чуваській етнорелігії, а також використовується в ході церковної служби, написанні церковного письменства й у релігійній освіті в Російській православній церкві. У Чебоксарах богослужіння чуваською мовою проходять в Воскресенській церкві.

## Викладання

### Викладання в Чуваській Республіці
У стратегії розвитку освіти в Чуваській Республіці до 2040 року, затвердженої Указом Президента Чуваської Республіки, від 21.03.2008 № 25 сказано: «Наразі в республіці налічується 344 чуваських, 177 російських, 17 татарських національних шкіл, у 4 загальноосвітніх закладах учні вивчають мордовську мову. Чинна мережа дозволяє задовольняти запити дітей щодо отримання якісної освіти в умовах полікультурного простору».
За даними Міносвіти Чувашії, у 2009—2010 навчальному році в республіці було 65 % шкіл з чуваською, 31 % — з російською, 3 % — з татарською мовами навчання. Чуваська мова як рідна викладалася в 344 (325) чуваських школах і як державна мова — в усіх інших 198. У 1–5 класах чуваських, татарських національних шкіл навчання велося рідною мовою. Немає чуваських шкіл у м. Алатирі, м. Шумерля та у Порецькому районі.
До скасування національно-регіонального компонента державного стандарту загальної освіти 2007 року викладання рідної (неросійської) мови у школах республіки велося в рамках національно-регіонального компонента. Хоча рівень знання чуваської мови випускниками російськомовних шкіл залишався при цьому дуже низьким, але, за словами колишнього міністра освіти Чуваської Республіки Г. П. Чернової, сказаним нею 2000 року, немає необхідності збільшувати кількість годин викладання чуваської мови у російськомовних школах.
У Концепції національної школи Чуваської Республіки в сучасній системі навчання і виховання, що було затверджено постановою Кабінета Міністрів Чуваської Республіки від 1 червня 2000 р. № 109 і яка втратила чинність постановою Кабінету 10 червня 2 № 263, дано таке визначення національної школи: «Національна школа — це загальноосвітня установа, що знаходиться на території Чуваської Республіки в місцях компактного проживання представників різних національностей, що втілює освітні програми, засновані на засадах включення тих, хто навчається, у рідне етнокультурне середовище та які містять відповідний національно-регіональний компонент». Згодом цю ухвалу було уточнено в Законі від 8 січня 1993 р. «Про освіту» в ред. Закону від 18 жовтня 2004 р., де національною освітньою установою вважається установа, що здійснює освітні програми, засновані на принципі включення тих, хто навчається, в рідне етнокультурне середовище та національні традиції (ст. 12.2). В останній редакції Закону ЧР «Про освіту» поняття «національна школа» відсутнє.

#### Хронологія
- 1936 — бюро обкому ВКП(б) 13 січня 1936 року ухвалило рішення про запровадження викладання у 8–10 класах шкіл Чувашії усіх дисциплін російською мовою;
- 1938 — Наркомат освіти Чувашії, спираючись на постанову РНК СРСР і ЦК ВКП(б) від 13 березня 1938 р. «Про обов'язкове вивчення російської мови в школах національних республік і областей», змінив навчальні плани у бік різкого посилення ролі російської у процесі навчання. Було розширено обсяг інформації та збільшено кількість годин, відведених на цей предмет. Відповідно до постанови бюро обкому ВКП(б) і РНК ЧАССР від 9 квітня 1938 р. «Про обов'язкове вивчення російської мови в чуваських, татарських і мордовських школах Чуваської АРСР», з 1 вересня 1938 р. в усіх школах республіки було введено викладання російської мови як предмет вивчення з 2-го класу початкових шкіл.[81].
- 1958 — прийнято Закон СРСР від 24 грудня 1958 «Про зміцнення зв'язку школи з життям і подальший розвиток системи народної освіти в СРСР». Батьки учнів вперше отримали право самі вибирати мову навчання своїх дітей. У масовому порядку на прохання батьків навчання у багатьох школах республіки переводиться з рідної (неросійської) мови на російську.
- 1993 — прийнято Закон Чуваської Республіки від 28 січня 1993 року «Про освіту», у статті 6. п. 2 якого сказано: «Чуваська Республіка забезпечує створення умов для дошкільної, початкової загальної, основної загальної освіти російською та чуваською мовами, а в місцях компактного проживання представників інших національностей — їхньою рідною мовою».
- 2005 — 11 листопада в Чебоксарах відбулися перші збори вчителів чуваської мови і літератури, у роботі яких взяли участь понад 300 делегатів із Чуваської Республіки, регіонів Російської Федерації і ближнього зарубіжжя[82]. За результатами конференції було прийнято Заяву про мовне становище в Чуваській Республіці, в якому, зокрема, стверджується, що усталена в Чуваській Республіці мовна практика суперечить чинному законодавству[83].
- 2007 — прийнято Федеральний закон від 1 грудня 2007 року № 309-ФЗ «Про внесення змін до окремих законодавчих актів РФ у частині зміни поняття і структури державного освітнього стандарту», відповідно до якого відбувається заміна чинного інституту державних освітніх стандартів (що включають федеральний і регіональний (національно-регіональний) компоненти, а також компонент освітньої установи), на інститут «федеральний державний освітній стандарт»[84]. Федеральні державні освітні стандарти затверджуються не рідше одного разу на десять років і включають вимоги до структури основних освітніх програм, умов їхнього втілення, а також до результатів освоєння основних освітніх програм.
- 2010 — 20 лютого у місті Чебоксари Чуваської Республіки з почину керівника Чуваського цивільного конгресу М. Є. Лукіанова відбувся Форум представників громадських спілок з питань збереження і розвитку рідних мов корінних народів Російської Федерації, приурочений до Міжнародного дня рідної мови. На форумі обговорювалися наслідки прийняття Федерального закону від 1 грудня 2007 року № 309-ФЗ «Про внесення змін до окремих законодавчих актів РФ у частині зміни поняття та структури державного освітнього стандарту», який виключив національно-регіональний компонент із державного стандарту освіти. Учасники форуму прийняли звернення представників народів Росії до керівництва ООН, Євросоюзу, ОБСЄ, світових ЗМІ, до Президента, парламенту й Уряду Російської Федерації. Також було прийнято резолюцію «Про відновлення конституційних прав народів Російської Федерації на збереження рідних мов, створення умов для їхнього вивчення і розвитку»[85][86].
- 2010 — на базі МБОУ ЗОШ № 10 у місті Чебоксари почав діяти спробний майданчик «Розвивальне навчання через посилене викладання чуваської мови в початковій школі». 1 квітня було розпочато прийом учнів в один 1-й клас з навчанням 2 мовами: російською і чуваською. Викладання ряду предметів чуваською мовою вводиться покроково з використанням методики, що дозволяє навчати дітей незалежно від початкового володіння чуваською мовою[87].
- 2012 — Кабінет Міністрів Чуваської Республіки прийняв Постанову від 13.09.2012 № 390 «Про Республіканську цільову програму з реалізації Закону Чуваської Республіки „Про мови в Чуваській Республіці“ на 2013—2020 роки»[88][89].

2017 року товариство «Ирӗклӗх» запропонували керівникам Чуваської Республіки Михайлу Ігнатьєву, Івану Моторину, Володимиру Філімонову провести моніторинґ знання чуваської мови серед державних і муніципальних службовців. Звернення також було направлено на адресу Держради республіки.
2020 року в Чуваській Республіці було прийнято державну програму зі збереження, вивчення і розвитку чуваської мови. Сьогодні активно впроваджуються уроки у школах, спеціалізовані класи, лінгвістичні клуби, методичні сесії та літературні вечори. З 2021 року школи Чуваської Республіки отримали нові навчальні посібники для першого класу, засновані на принципах утворення навички спілкування чуваською мовою. Планується проведення схожої роботи для всіх класів початкової школи, а також для дитячих садків..
За даними Міносвіти Чувашії, якщо в 2017—2018 навчальному році навчання чуваської мови велося для 84 % школярів, то на 2021 рік як рідну чуваську мову вивчають всього близько 48,2 % школярів Чуваської Республіки (68 тис. чол.)..

### Викладання поза Чуваської Республіки
Половина чувашів проживає за межами Чуваської Республіки. У другій половині XIX — на початку XX ст. було відкрито кілька навчальних закладів, які готували вчителів початкових шкіл і вчителів-предметників для шкіл із чуваською мовою навчання, що знаходяться за межами Чуваської Республіки. Їх було скасовано до 1956 року за винятком чуваського відділення Белебеївського педагогічного училища, що проіснував трохи довше.
28 жовтня 1868 року в місті Симбірськ було відкрито Симбірську чуваську учительську школу. 1917 року перетворено на Симбірську чуваську учительську семінарію. 1920 року перетворено на Чуваський інститут народної освіти. 1923 року перетворено на Ульянівське чуваське педагогічне училище ім. І. Я. Яковлєва, яке було ліквідовано 1956 року у зв'язку з переводом навчання у національних школах на російську мову.
1874 року при Казанській учительській семінарії М. І. Ільмінським було відкрито Казанське чуваське початкове училище, яке було базовою школою для проходження педагогічної практики учнів семінарії. Багато його випускників вступали до учительської семінарії. Училище закрилося навесні 1918 р. у зв'язку зі скасуванням учительської семінарії.
У вересні 1917 року в Тетюшах було відкрито Тетюська чуваська учительська семінарія, що готувала вчителів початкових класів для чуваських шкіл. 1921 року її перетворено на педагогічний технікум. До середини 1920-х років чуваське відділення було закрито.
Восени 1918 року в селі Сунчелєєво було відкрито вчительську семінарію для підготовки вчителів для чуваських шкіл, перетворено восени 1921 р. в Сунчелєєвський чуваський педагогічний технікум, закрито у жовтні 1922 року.
У жовтні 1921 року на базі улаштованих у листопаді 1919 року чуваських педагогічних курсів було відкрито Казанський чуваський педагогічний технікум, що мав до 1923 року філію в селі Сунчелєєво Чистопольського повіту. У 1930 р. технікум об'єднано з татарським і російським педагогічними технікумами Казані, в котрому чуваське відділення функціонувало до 1936 року.
1932 року в Аксубаєво було відкрито педагогічний технікум для підготовки вчителів початкових класів для чуваських шкіл Татарської АРСР і Самарської області, перетворено 1937 року в Аксубаївське чуваське педагогічне училище. Закрито 1956 року у зв'язку з переводом навчання у національних школах на російську мову.
1 листопада 1918 року в місті Уфа на базі трирічних педагогічних курсів було впоряджено Уфімську чуваську учительську семінарію, що готувала вчителів для шкіл чуваських сіл Приуралля. 20 лютого 1922 р. перетворено на Приуральський чуваський педагогічний технікум з курсом навчання 4 роки. 1930 року технікум переведено до міста Белебей з переходом на трирічний курс навчання, при ньому було відкрито мордовське відділення. 1941 року об'єднано з Белебеївським татарським педагогічним технікумом, чим став чуваським відділенням Белебеївського педагогічного училища. Наразі в Белебеївському педагогічному коледжі чуваське відділення є відсутнім.
Відсутність педагогічних кадрів стала однією з причин зниження рівня знання чуваської мови серед чувашів, що проживають поза Чуваської Республіки.
За заявою представників чувашів Ульяновської області, за межами Чуваської Республіки висока потреба у педагогах чуваської мови і письменства:
У перші роки радянської влади для підготовки вчителів чуваських шкіл, крім педінституту, педтехнікуму та педучилищ на території Чуваської АРСР, спеціальні чуваські навчальні заклади (педучилища) були в Ульяновську, Самарі, Казані, Сенгілеї, Похвістневі, Белебеї, Тетюшах, Аксубаєві тощо. І всі ці педучилища, які готували фахівців чуваської етнокультури, закрито за останні роки Урядом «нової» Росії. Виходили газети рідною мовою, працювали чуваські театри і хорові колективи. Наразі влада готує закриття відділення чуваської мови і письменства в Ульянівському державному педагогічному університеті, хоча потреба в педагогах чуваської мови і літератури велика.
Оригінальний текст (рос.)
В первые годы советской власти для подготовки учителей чувашских школ, кроме пединститута, педтехникума и педучилищ на территории Чувашской АССР, специальные чувашские учебные заведения (педучилища) были в Ульяновске, Самаре, Казани, Сенгилее, Похвистневе, Белебее, Тетюшах, Аксубаеве и т. д. И все эти педучилища, готовившие специалистов чувашской этнокультуры, закрыты за последние годы Правительством «новой» России. Выходили газеты на родном языке, работали чувашские театры и хоровые коллективы. В настоящее время власти готовят закрытие отделения чувашского языка и литературы в Ульяновском государственном педагогическом университете, хотя потребность в педагогах чувашского языка и литературы велика.— Маніфест чувашів Ульянівської області

## Антропоніміка
Чуваський іменни́к відрізняється великим розмаїттям і включає як споконвічно чуваські імена, що є продовженням булгарської і раніше пратюркської антропонімії, так і запозичені імена грецького, єврейського і римського походження («православні» або «російські») внаслідок насильницької християнізації, а також арабського, перського, монгольського і кипчакського, запозиченими в добу прийняття ісламу волзькими булгарами та їхнього перебування у підданстві Казанського ханства.

## Історія вивчення
Лінгвістичне вивчення чуваської мови почалося XVIII століття, перша друкована граматика з'явилася 1769 року авторством Митрополита Веніаміна. Поява перших словників сягає до другої половини XVIII століття. Розпочата християнізація народів Надволжя вимагала вивчення їхніх мов, у зв'язку з чим складаються граматики і словники. До граматики 1769 року додатком було надано досить значний на той час Чувасько-російський словник. Хоча фонетичний вигляд чуваських слів часто передавався дуже приблизно, історія вивчення чуваської мови вона залишила помітний слід. Протягом понад півстоліття ця робота служила майже єдиним посібником для знайомства вченого світу з чуваською мовою. На основі представленого в ній матеріалу деякі мовознавці ще того часу стали доходити висновку, що мова чувашів належитть до тюркської групи мов. Орієнтування граматики 1769 року на російську графічну систему збереглося в усій подальшій історії чуваської писемності.
Протягом 18-го століття чуваська лексика знаходить відображення ще в кількох друкованих і рукописних словниках, зокрема в Порівняльних словниках усіх мов і наріч Катерини II. Проте через незначність поданого в них матеріалу, а також через недосконалість лексикографічної подачі слів ці словники не змогли залишити якогось помітного сліду у вивченні чуваської мови.
Повніше лексичний матеріал було представлено у Словнику мов різних народів-мешканців Нижегородській єпархії, а саме: росіян, татар, чувашів, мордви та череміс, складеному під керівництвом Д. Є. Семенов-Руднєва (єпископа Дамаскіна) 1785 року. У чуваській перекладній частині цього словника міститься понад 10 тисяч слів. На жаль, словник залишився у рукописі. Не було опубліковано також і інший значний за обсягом «Словник мови чуваської», складений, ймовірно, одночасно з п'ятимовним словником Д. Є. Семенов-Руднєва та який включає до 3 тисяч слів.
19 століття відомості про чуваську мову продовжують поповнюватися й уточнюватися. 1836 року під назвою «Накреслення правил чуваської мови і словник, складений для духовних училищ Казанської єпархії» (праця В. П. Вишневського) виходить друга друкована граматика, що містить доволі ґрунтовні відомості щодо морфологічної будови основних розрядів слів і включає до 3 тисяч одиниць у словниковій частині.
1875 року з'являється Кореневий чувасько-російський словник М. І. Золотницького. Крім російського перекладу, у цьому словнику даються лексичні паралелі до чуваських слів у сусідніх мовах — тюркських і фінно-угорських. Робота зі збирання та систематизації чуваської лексики проводилася також низкою зарубіжних учених, головним чином угорських. 1906 року угорський учений Золтан Ґомбоц публікує тримовний Чувасько-російсько-мадярський словник. За обсягом він був невеликий. Словник містить вказівки на тюркські та монгольські паралелі до чуваських слів, а також етимологію деяких слів. Набагато повніше виявився вийшлий у Будапешті 1908 року Чувашсько-мадярсько-німецький словник Гейккі Паасонена. Повнота представленого матеріалу, бездоганна фонетична передача слів, а також етимологічні посилання робили цей словник одним із надійних джерел вивчення чуваської лексики.
З російських двомовних словників, виданих до революції 1917 року, найобсяжнішим виявився 1910 року в Казані Російсько-чуваський словник М. В. Нікольського. Джерелом для цього словника з'явилися не тільки жива народна мова, носієм якої був сам укладач, але й уся писана література чуваською мовою, що нагромадилася на той час. У зв'язку з цим уперше до словника увійшли терміни з деяких царин знання.

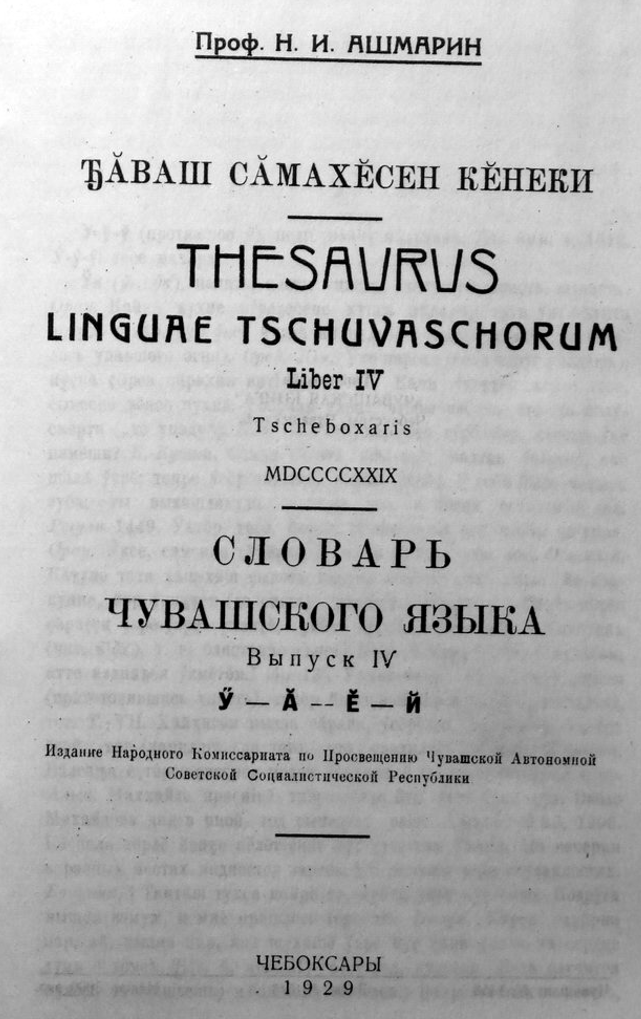
Титульний лист тому Словника Чуваської мови

Зміни, що відбулися в чуваській літературній мові за радянську добу, вперше знайшли відображення в Чувасько-російському словнику В. Г. Єгорова, виданому 1936 року (друге виправлене видання вийшло 1954 року). Найзначнішим досягненням чуваської лексикографії стало видання 17-томного Словника чуваської мови мовознавця-тюрколога, члена-кореспондента АН СРСР М. І. Ашмаріна. Перші два томи цього словника, що вийшли в 1910—1911 роках, було перекладено в 1928—1932 роках в Казані, наступні томи видавалися в Чебоксарах (останній том побачив світ 1950 року). Словник М. І. Ашмаріна містить найбагатший лексичний матеріал з мови (близько 40 тисяч слів) і, зважаючи на забезпечення його значною кількістю ілюстративних прикладів з живої народної мови, є енциклопедією дореволюційного чуваського побуту, в ньому широко представлені також старовинні чуваські язичницькі імена.
У 1920-х роках розпочинається робота з упорядкування термінологічної лексики. Узагальнення цієї роботи у 30-ті роки дозволило здійснити видання термінологічних словників чуваської мови.
У з'ясуванні етимології чуваської мови у другій половині 20 століття насамперед відзначилися В. Г. Єгоров [Архівовано 14 березня 2022 у Wayback Machine.], який є автором Етимологічного словника чуваської мови 1964 року, та М. Р. Федотов (Етимологічний словник чуваської мови 1996 видання; Словник чуваських нехристиянських особистих імен, що вийшов 1998 року і містить відомості щодо походження маловживаних нині чуваських імен).
Протягом 20 століття величезний внесок у вивчення чуваської мови також зробили М. К. Дмитрієв (великий Російсько-чуваський словник 1951), М. Я. Сироткін (Чувашсько-російський словник 1961 року), І. А. Андрєєв (Російсько-чуваський словник 1971 року; Чувасько-російський 1982 року), Йоганнес Бенцінґ (Німецько-чуваський словник 1943 року), М. І. Скворцов (Російсько-чуваський словник, 2002; Чувасько-татарський словник, 1994); Російсько-чуваський словник соціальної лексики, 2004), Г. А. Дегтярьов (Словник неологізмів чуваської мови, 2003), Е. В. Фомін та А. М. Іванова (Ретроспективний тлумачний словник чуваської мови, А.1.), А. В. Блінов (Чувашсько-есперантський словник, 2020) та інші дослідники.

## Приклад
«Заповіт» Т. Г. Шевченка. Переклад П. П. Хузантая
Пехил

 Эп вилсессӗн — ҫеҫенхирӗн

 Варрине пытарӑр,

 Чун юратнӑ Украинӑн

 Тӑприпе хуплайӑр.

 Тӗмескем ҫинчен ҫӗршывӑм

 Курӑнса выртинччӗ,

 Ватӑ Днепр ахӑрни те

 Уҫҫӑн илтӗнинччӗ.

 Тӑшмансен хура юнне вӑл

 Украина тӑрӑх

 Тинӗсех илсе тухсассӑн,

 Тупӑкран эп тӑрӑп,

 Сӑрчӗ, хирӗ — йӑлт хӑварӑп,

 Пӗлӗтех ҫӗкленӗп

 Кӗлтумашкӑн. А унччен-ха

 Эп турра пӗлместӗп.

 Пытарсамӑр та хускалӑр,

 Сӑнчӑрсене татӑр,

 Ирӗке усал тӑшманӑн

 Юнӗпе шӑварӑр!

 Аслӑ, ирӗклӗ те ҫӗнӗ

 Килйышра — ан манӑр — 
 Ырӑ сӑмахпа мана та

 Ӑшшӑн асӑнсамӑр.

### Наукові праці
- (рос.) Гаджиева Н. З. К вопросу о классификации тюркских языков и диалектов. // (Теоретические основы классификации языков мира. — М., 1980. — С. 100—126)
- (рос.) Баскаков Н. А. К вопросу о классификации тюркских языков [Архівовано 23 грудня 2019 у Wayback Machine.].
- (рос.) Поппе Н. Н. О родственных отношениях чувашского и тюрко-татарских языков. [Архівовано 13 серпня 2021 у Wayback Machine.] Чебоксары, 1925.
- (рос.) Поппе Н. Н. Чувашский язык и его отношение к монгольскому и тюркским языкам [Архівовано 19 січня 2022 у Wayback Machine.].
- (рос.) Эктор Алос-и-Фонт Преподавание чувашского языка и проблема языкового поведения родителей. — Чебоксары: Чувашский государственный институт гуманитарных наук, 2015.

### Навчальні матеріали
- (укр.) Самовчитель чуваської мови. Вікіпідручник на сайті «Вікікниги».
- (рос.) «Російсько-чуваський розмовник». [Архівовано 14 січня 2022 у Wayback Machine.]

### Словники
- Чуваська мова у Вікісловнику
- Чувашско-русский словарь.
- Русско-чувашский словарь. [Архівовано 19 травня 2021 у Wayback Machine.] Короткий російсько-чуваський словник найуживаніших слів. Під редакцією Сергєєва Л. П., Васильєвої Є. Ф.
- Олимпиада ҫӗнтерӳҫисене чысланӑ [Архівовано 16 червня 2021 у Wayback Machine.]

### Різне
- (рос.) Скоро чуваська мова залишиться «якоюсь культурною традицією» [Архівовано 26 липня 2016 у Wayback Machine.]
- (рос.) 15 червня 2012 в Чебоксарах пройшов пікет за розвиток статусу чуваської мови [Архівовано 26 липня 2016 у Wayback Machine.]
- (укр.) Ugraїna: Сльози манкуртів над підручником рідної мови
- (укр.) Ugraїna: День чуваської мови: думки вголос
- (укр.) Ugraїna: Русифікація лагідною не буває — статистика викладання чуваської мови
- (англ.) Чуваська мова на сайті Ethnologue: Chuvash. A language of Russian Federation
- (англ.) Чуваська мова на сайті Glottolog 3.0: Language: Chuvash [Архівовано 13 серпня 2017 у Wayback Machine.]
- (англ.) Чуваська мова на сайті WALS Online: Language Chuvash [Архівовано 13 серпня 2017 у Wayback Machine.]
- (рос.) Про загрозу розвалу країни в майбутньому, про з'їзд ЧНК і про звернення до президента [Архівовано 31 березня 2022 у Wayback Machine.]
- (рос.) Чуваська мова: На межі тюркського світу, коло воріт фіно-угорського [Архівовано 16 червня 2021 у Wayback Machine.]

Шаблон:Державні мови Росії